# Biserica Sfinții Arhangheli Mihail și Gavriil din Satu Nou de Sus
Biserica Sfinții Arhangheli Mihail și Gavriil este un monument istoric aflat pe teritoriul localității Satu Nou de Sus, oraș Baia Sprie, județul Maramureș.

## Localitatea
Satu Nou de Sus este un sat ce aparține orașului Baia Sprie din județul Maramureș, Transilvania, România. Prima atestare documentară: 1828 (Felsö Újfalu).

## Biserica
Biserica, fostă greco-catolică, a fost zidită de aproximativ 40 de familii, în anul 1775, în timpul păstoririi lui popa Ștefanu. A fost renovată capital între anii 1985-1987. A servit drept lăcaș de cult al localității, până când a fost ridicată noua biserică, între 1975-1987.

## Imagini din exterior

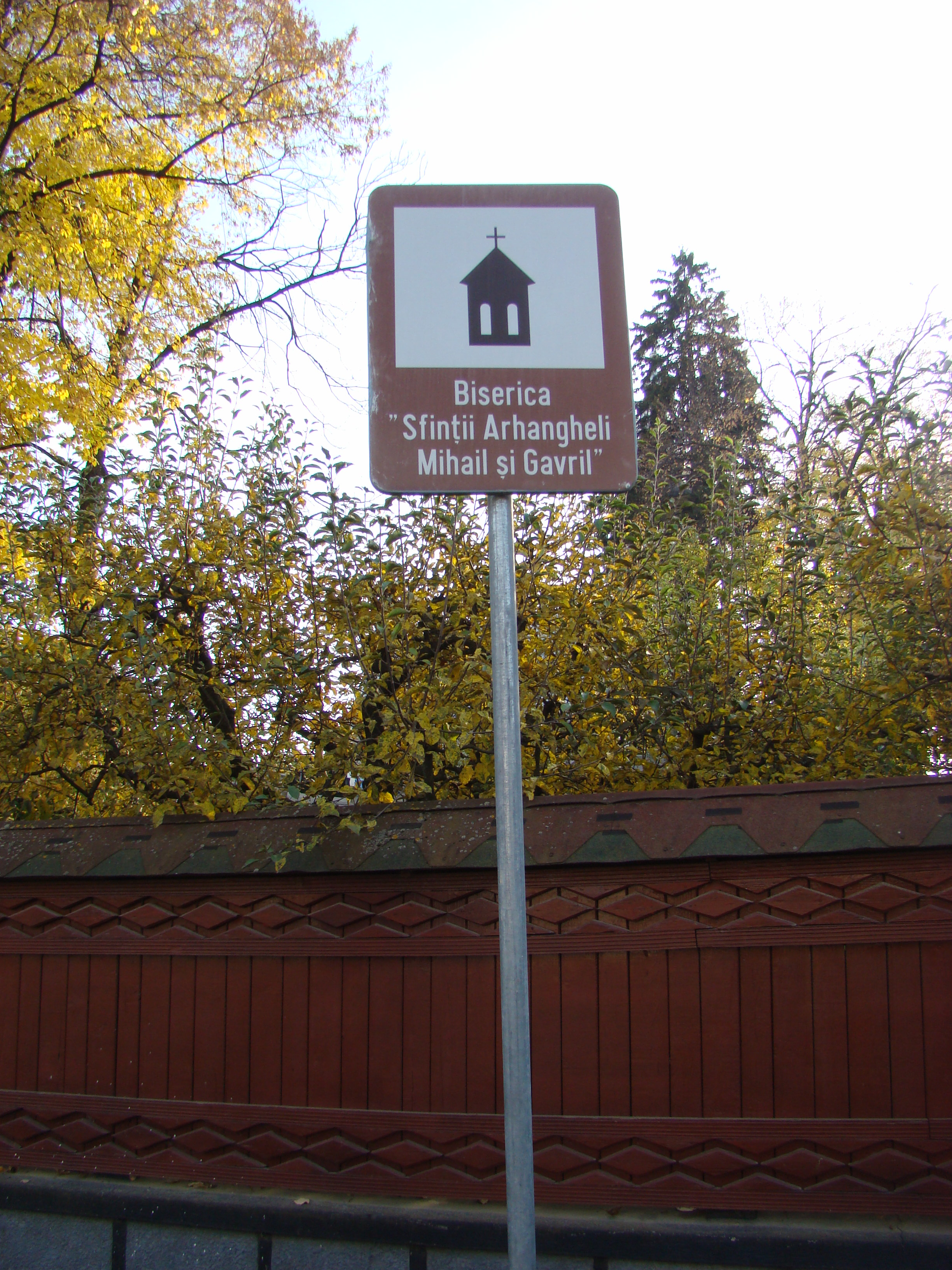
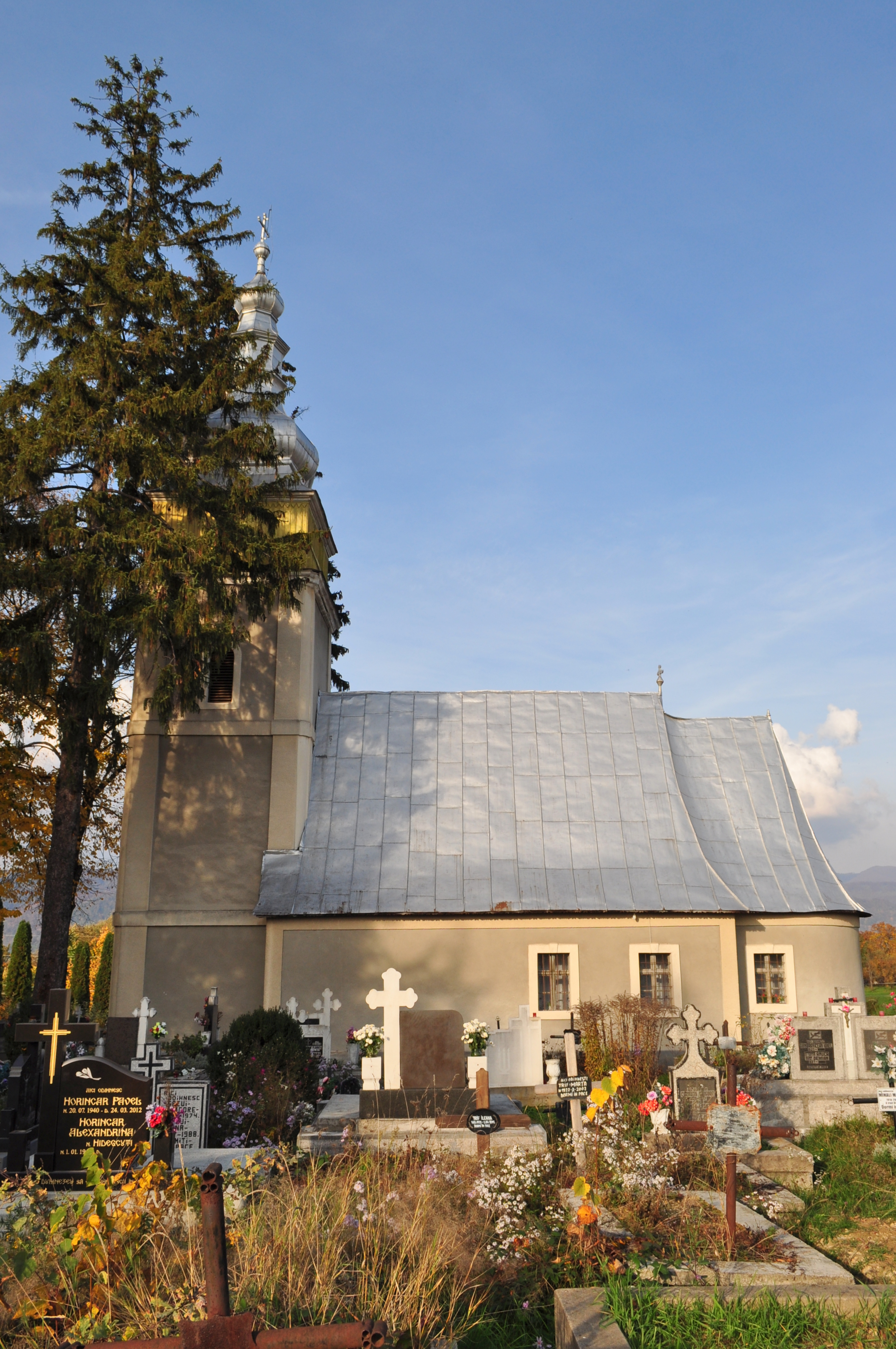
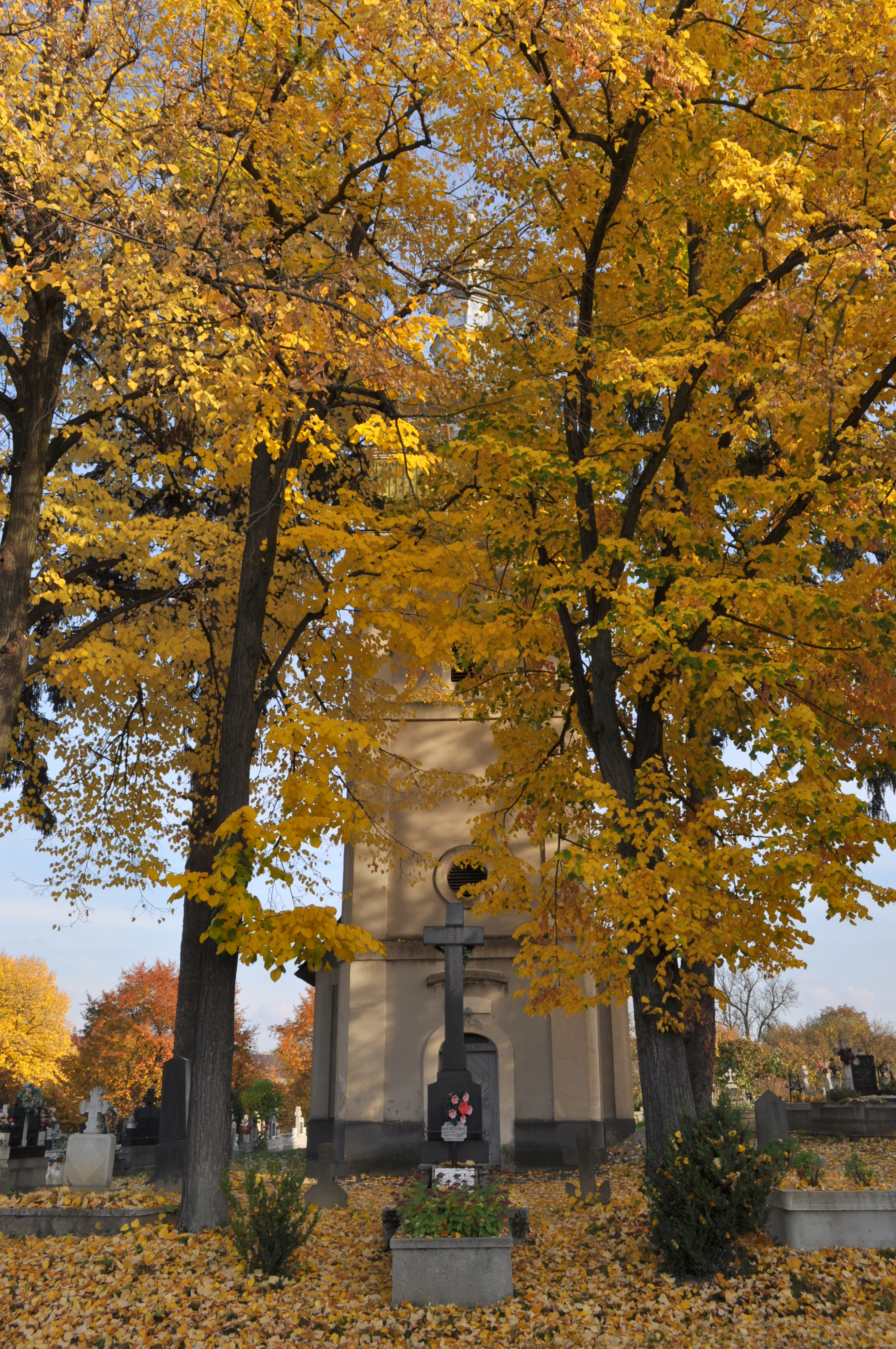
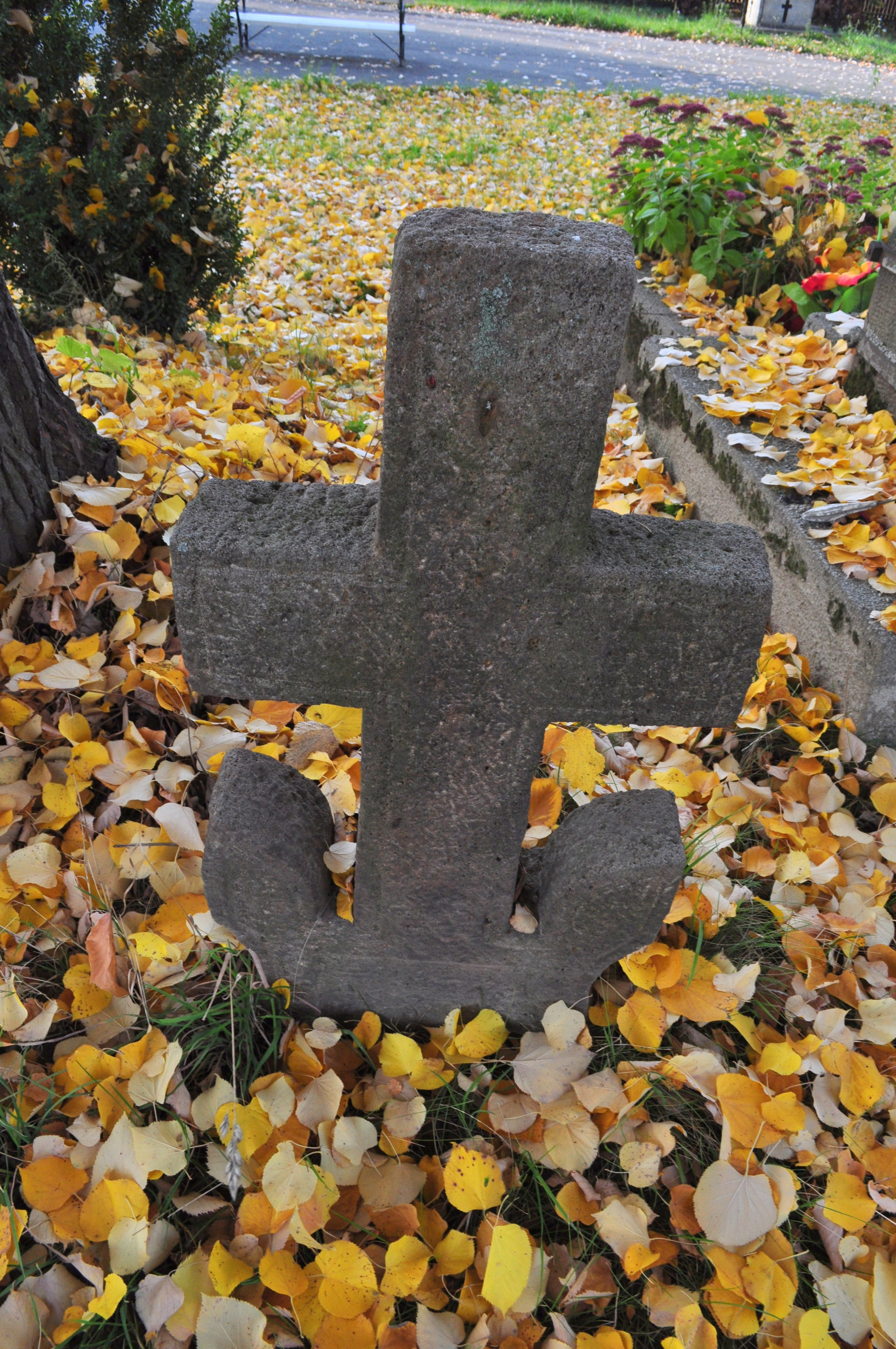
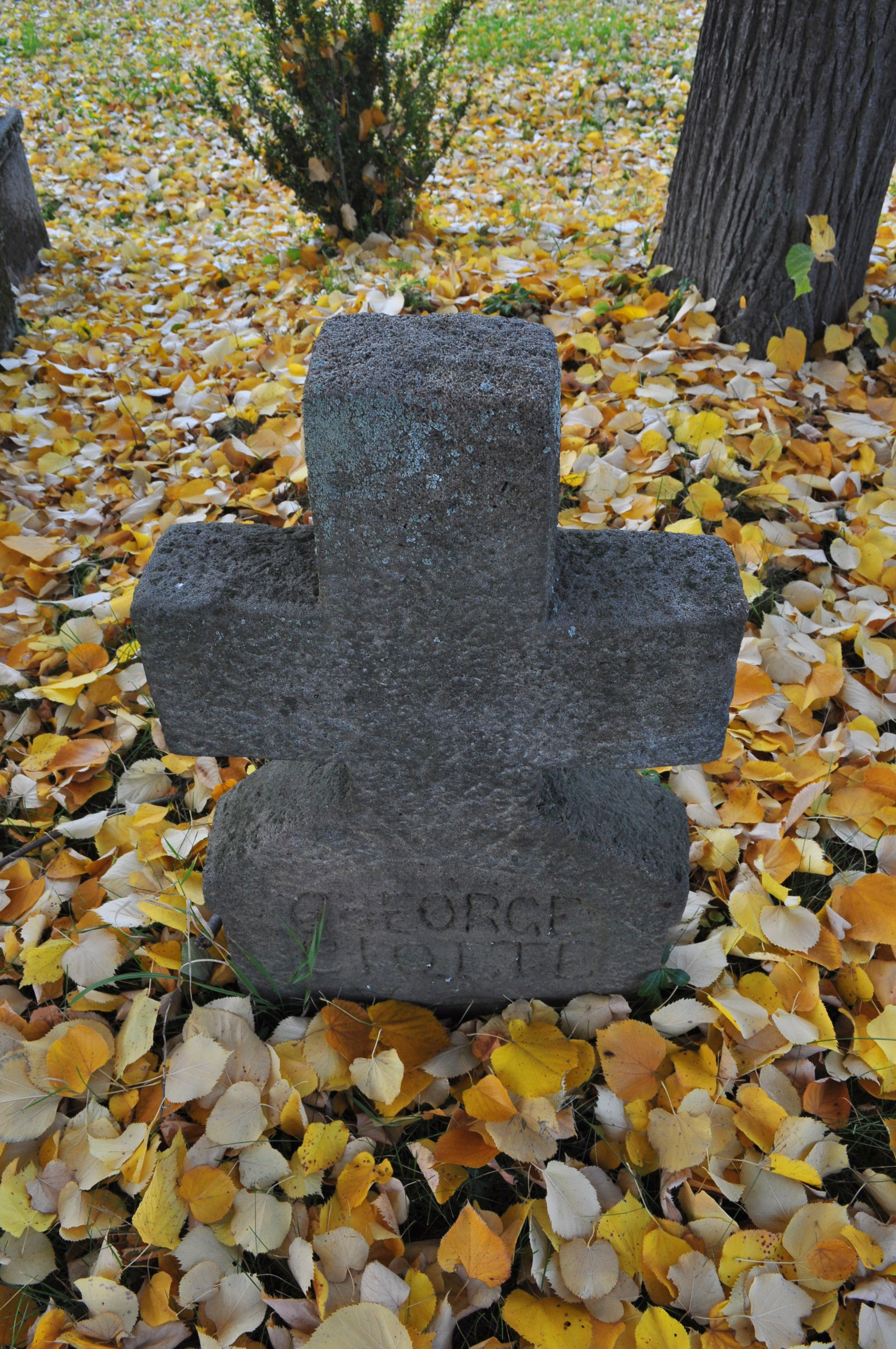
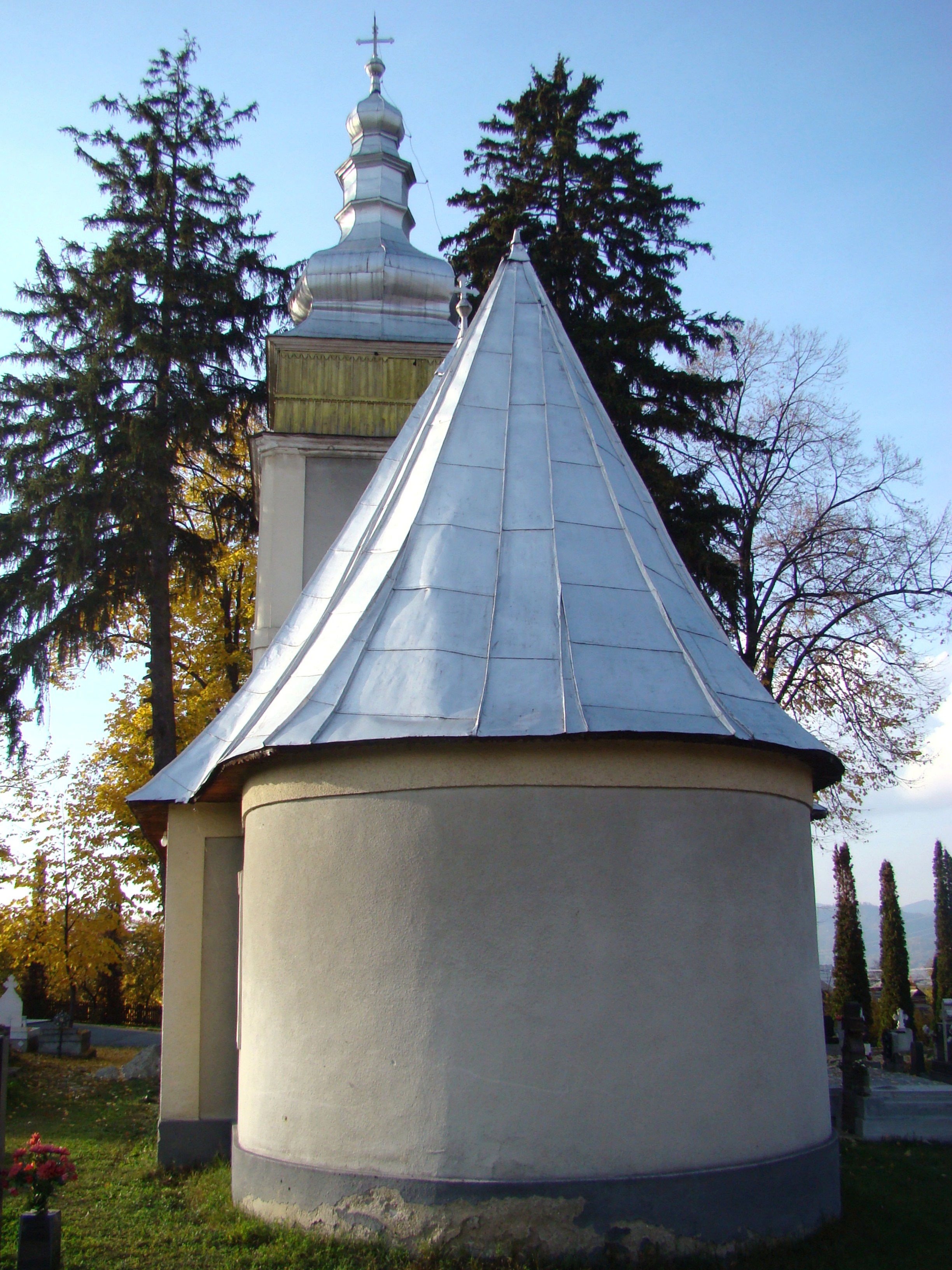
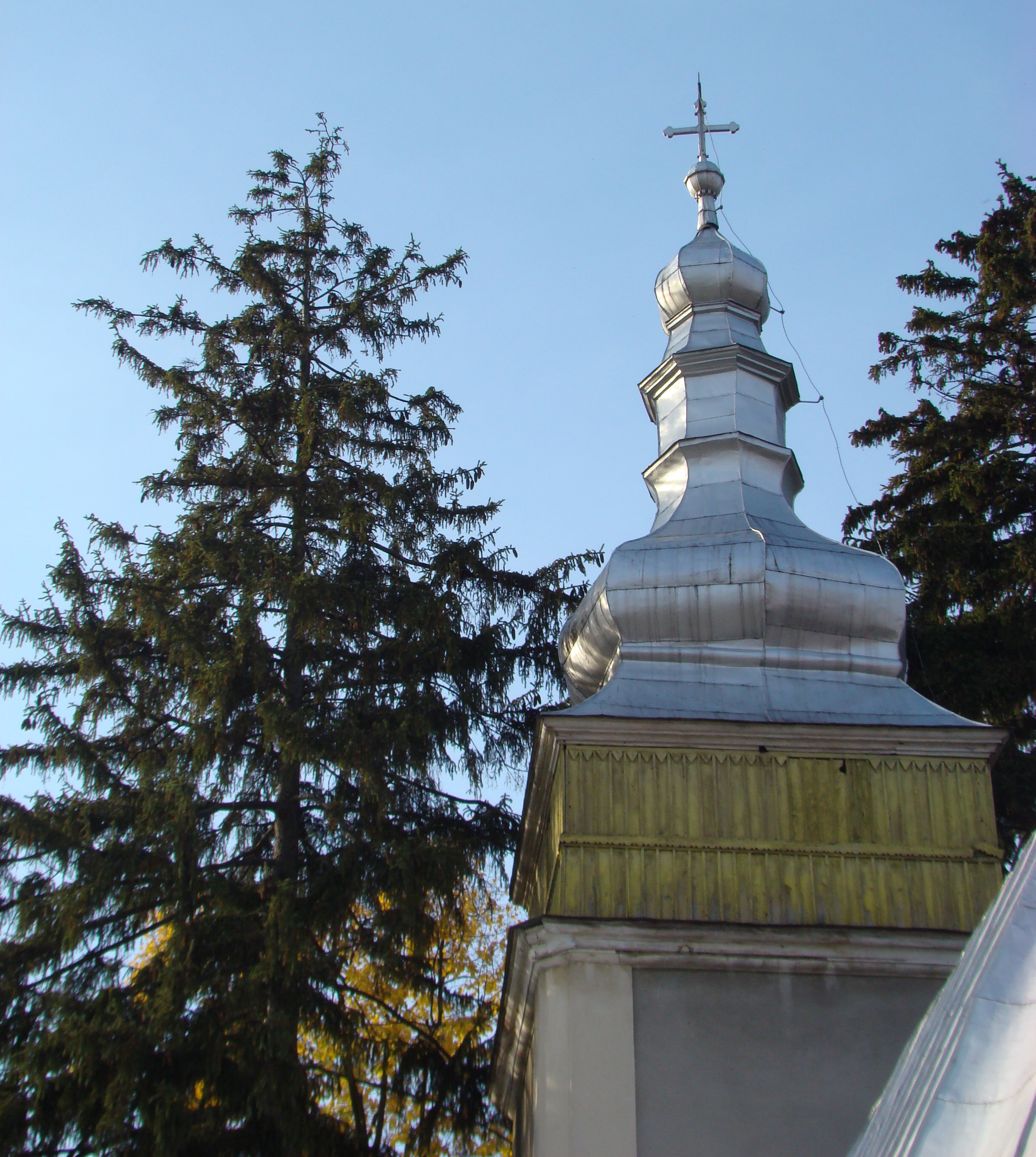
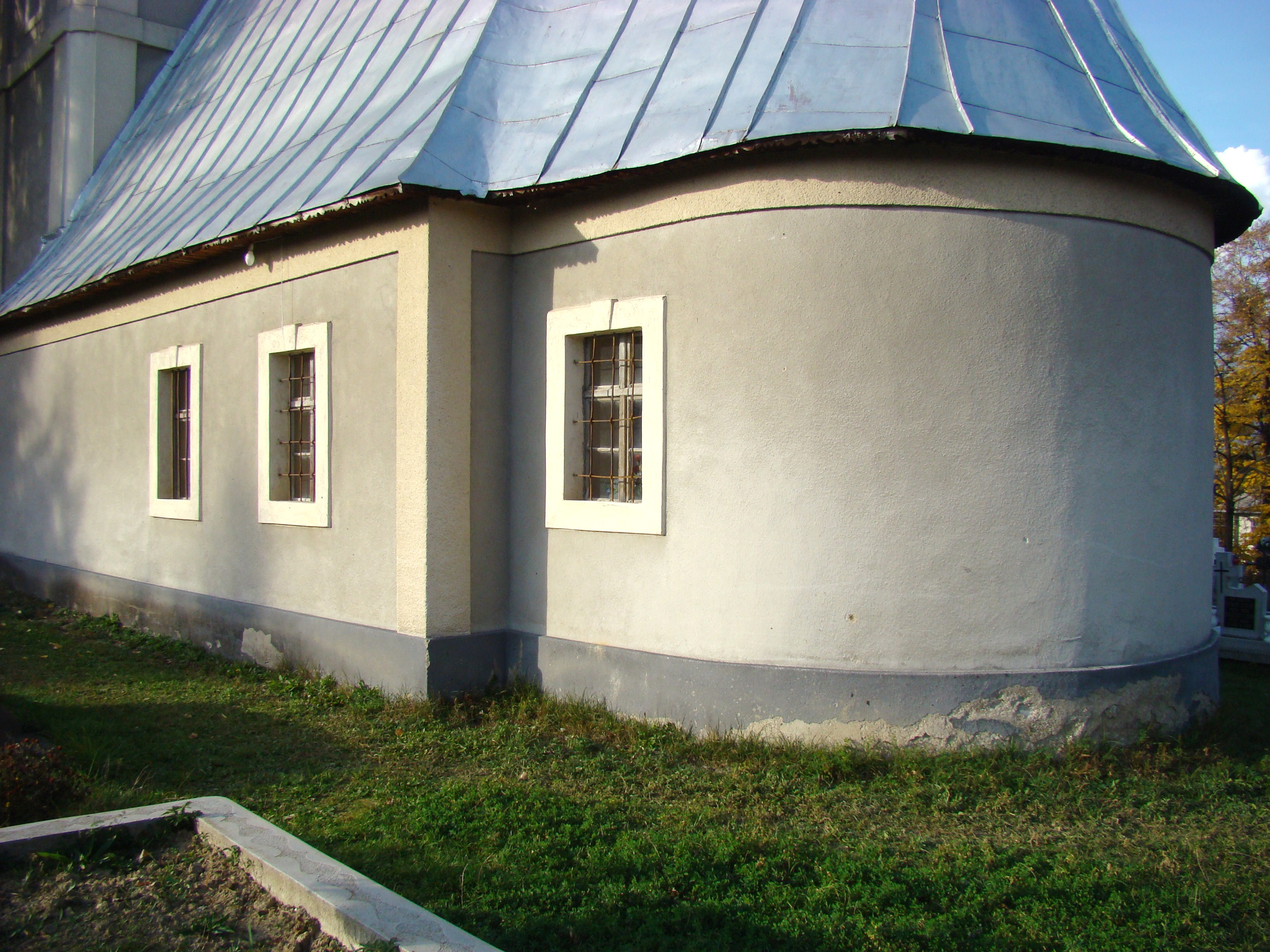
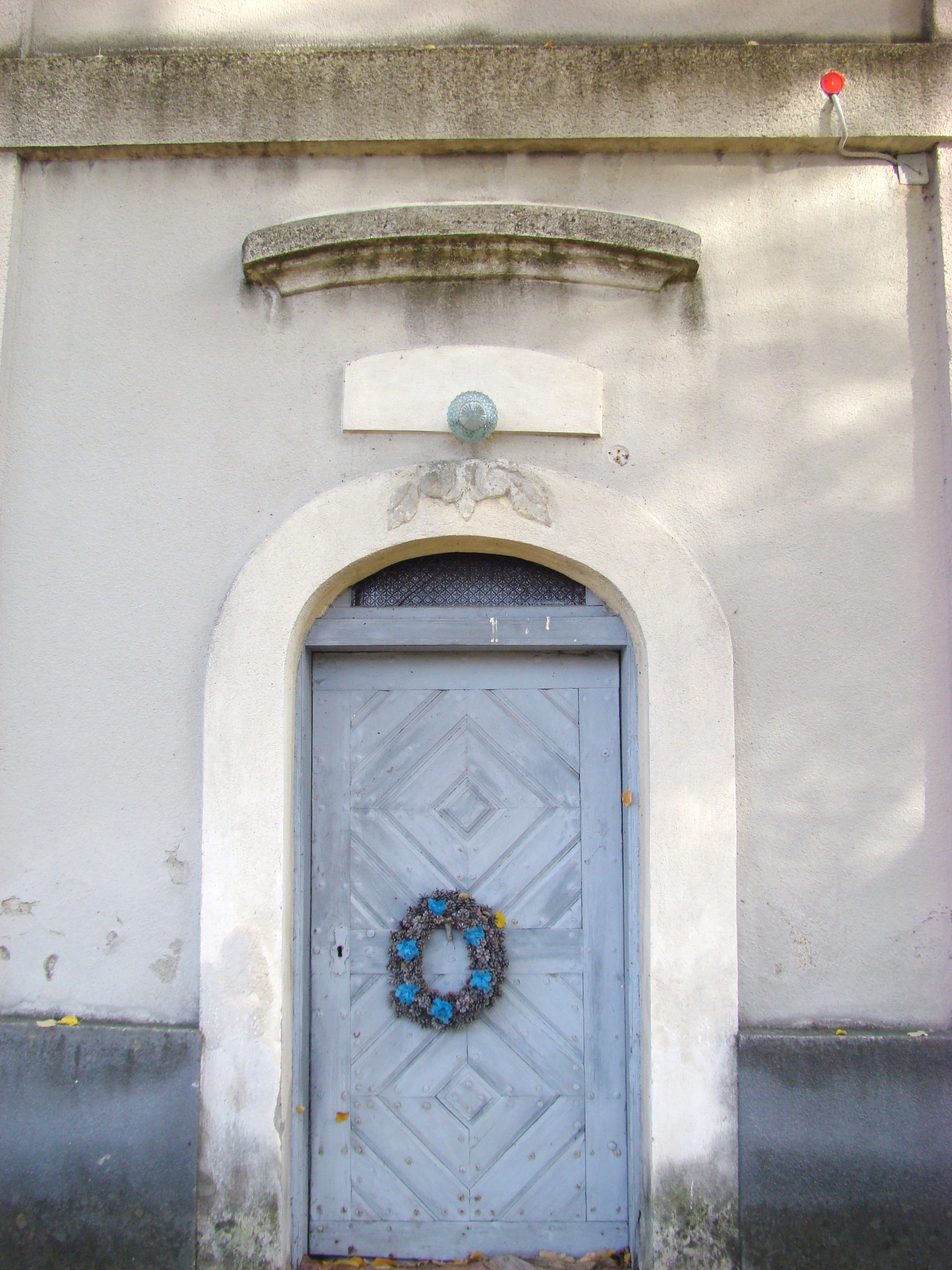
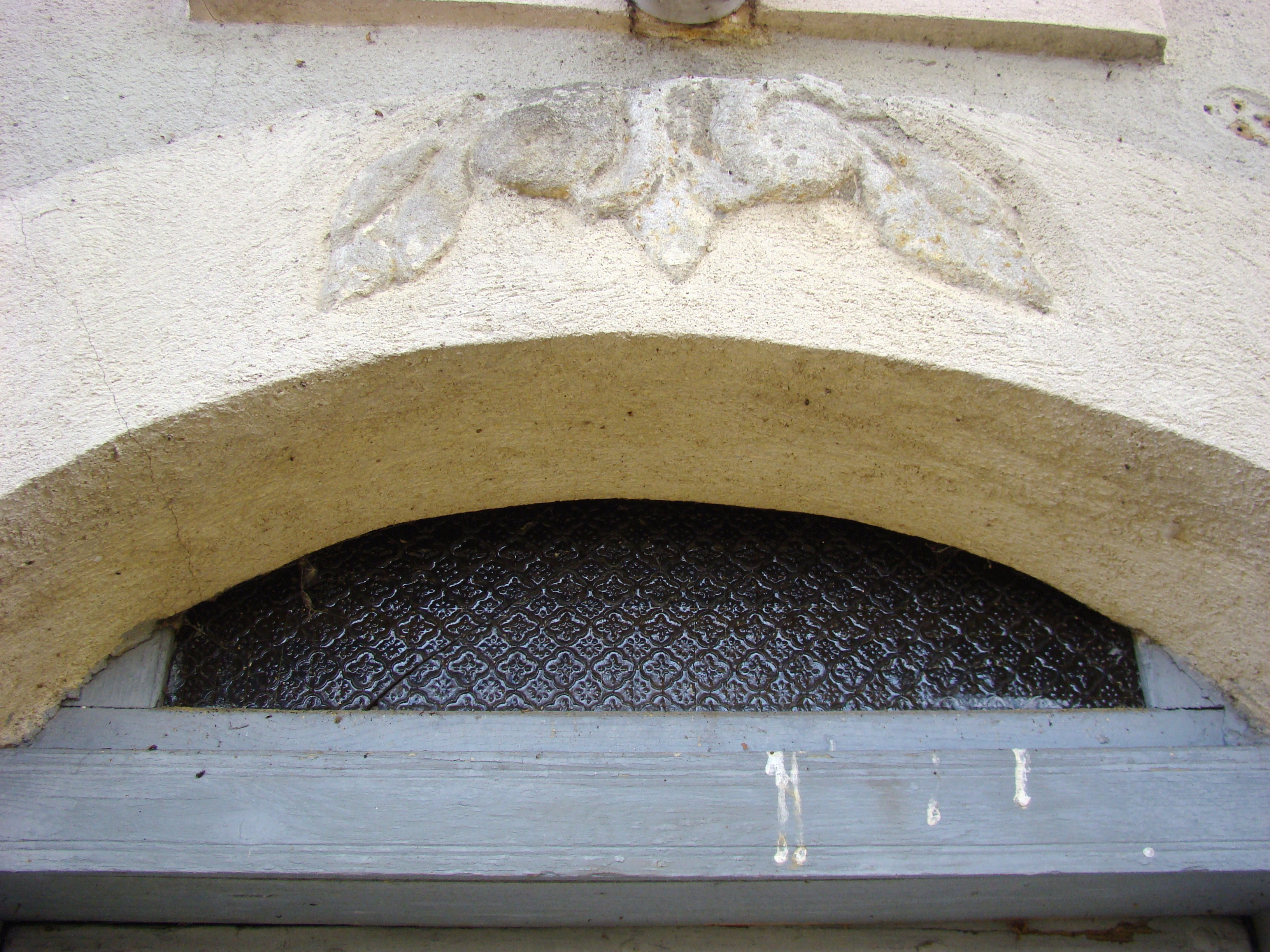
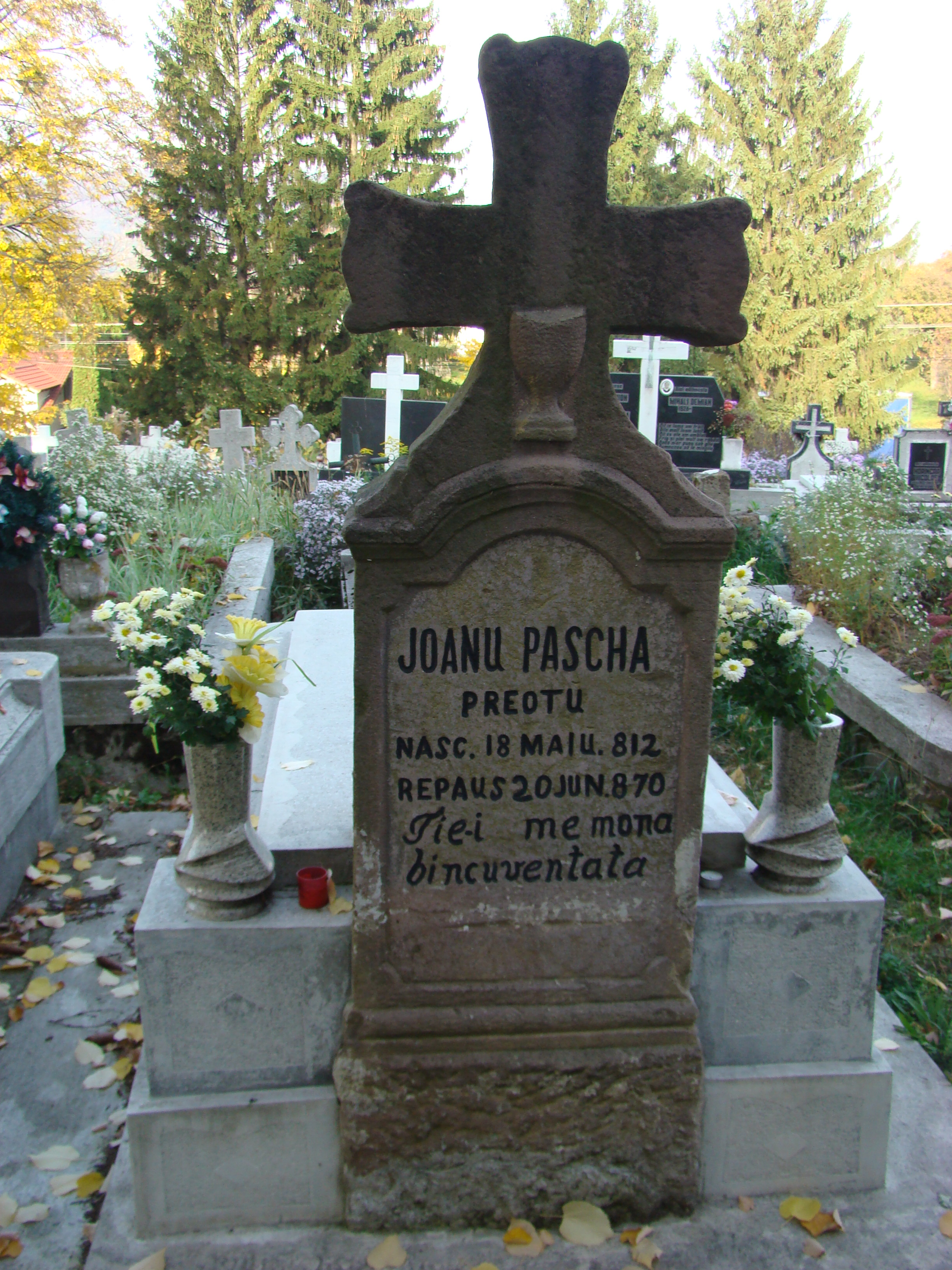
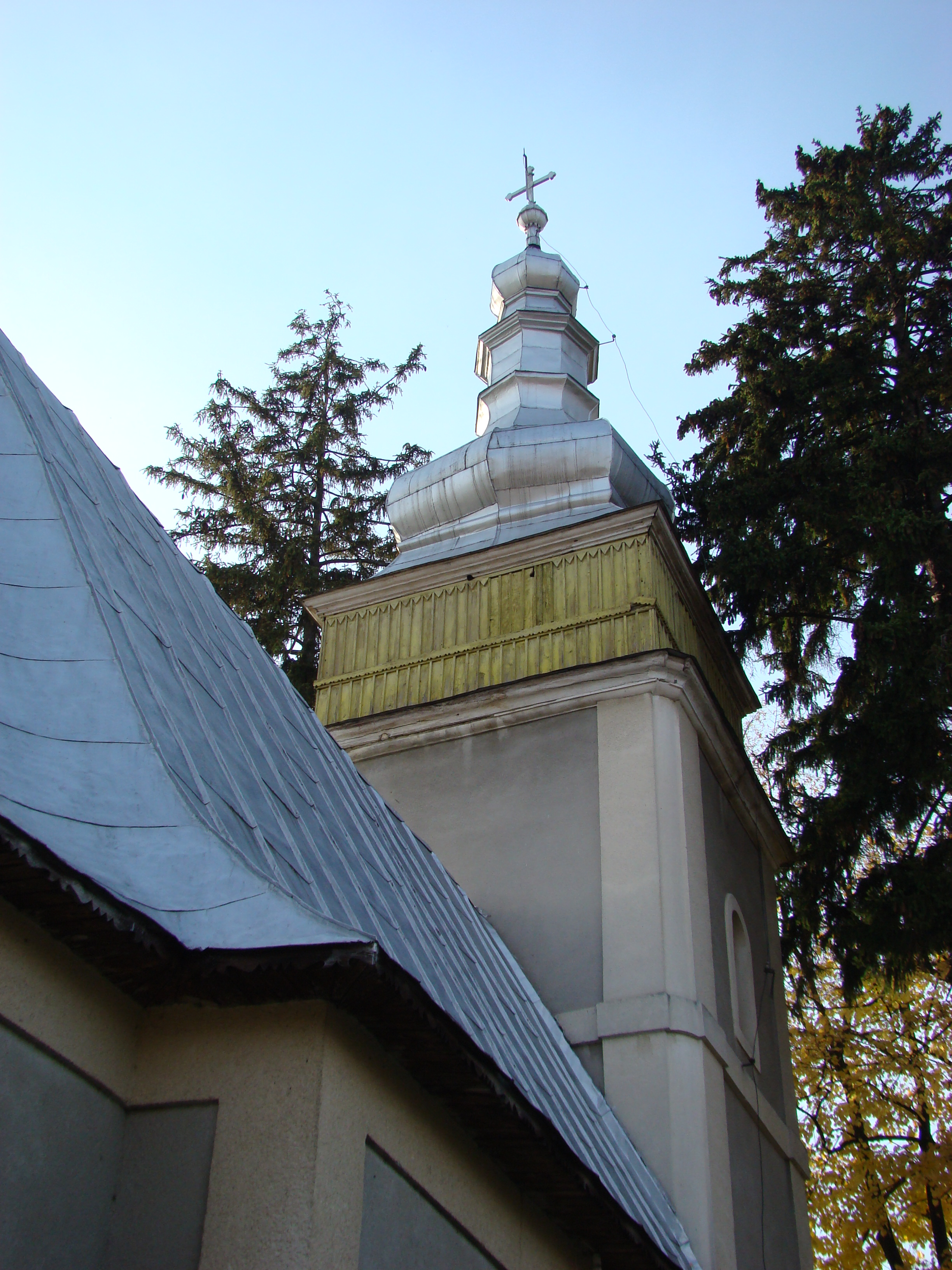
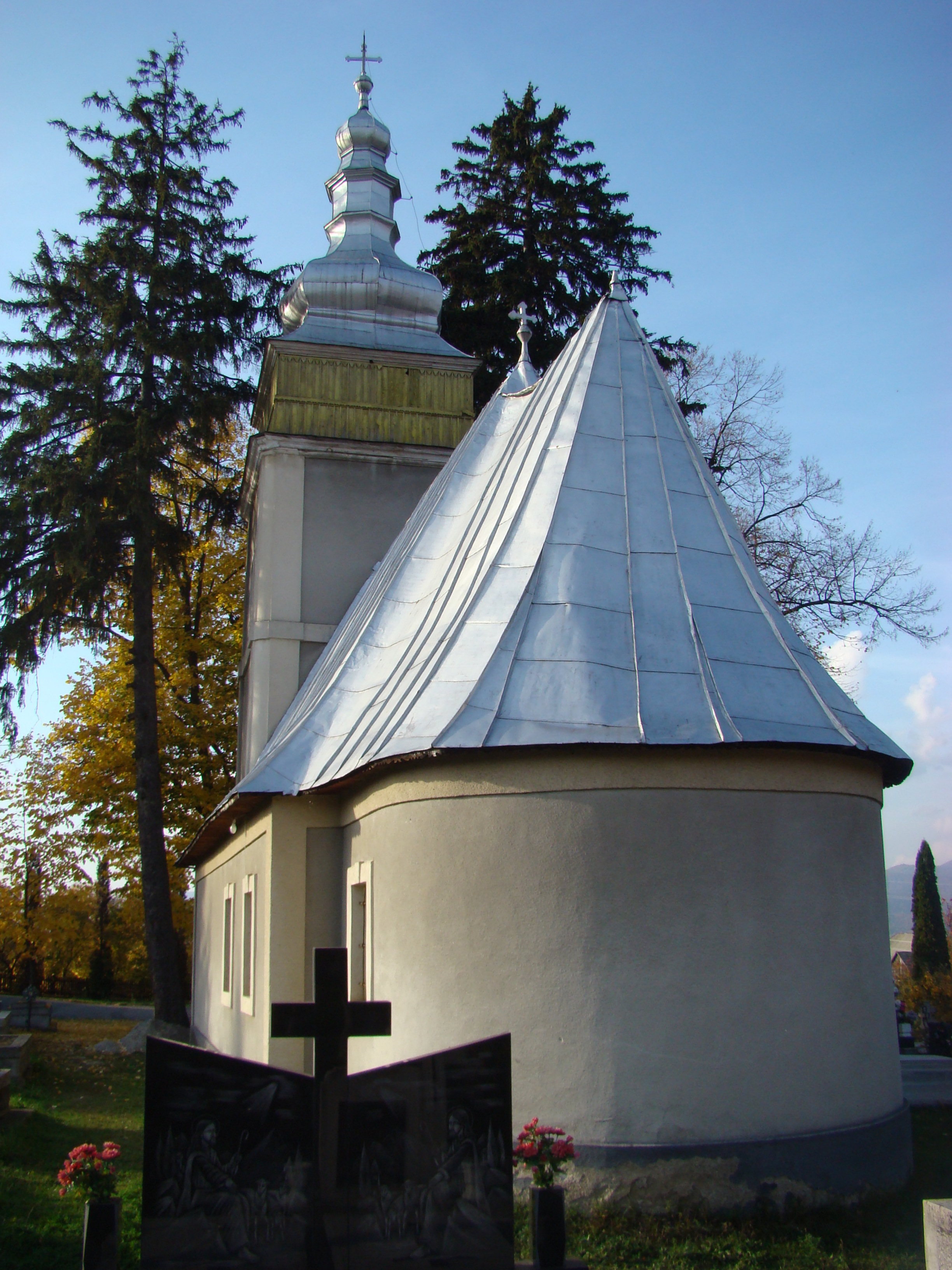
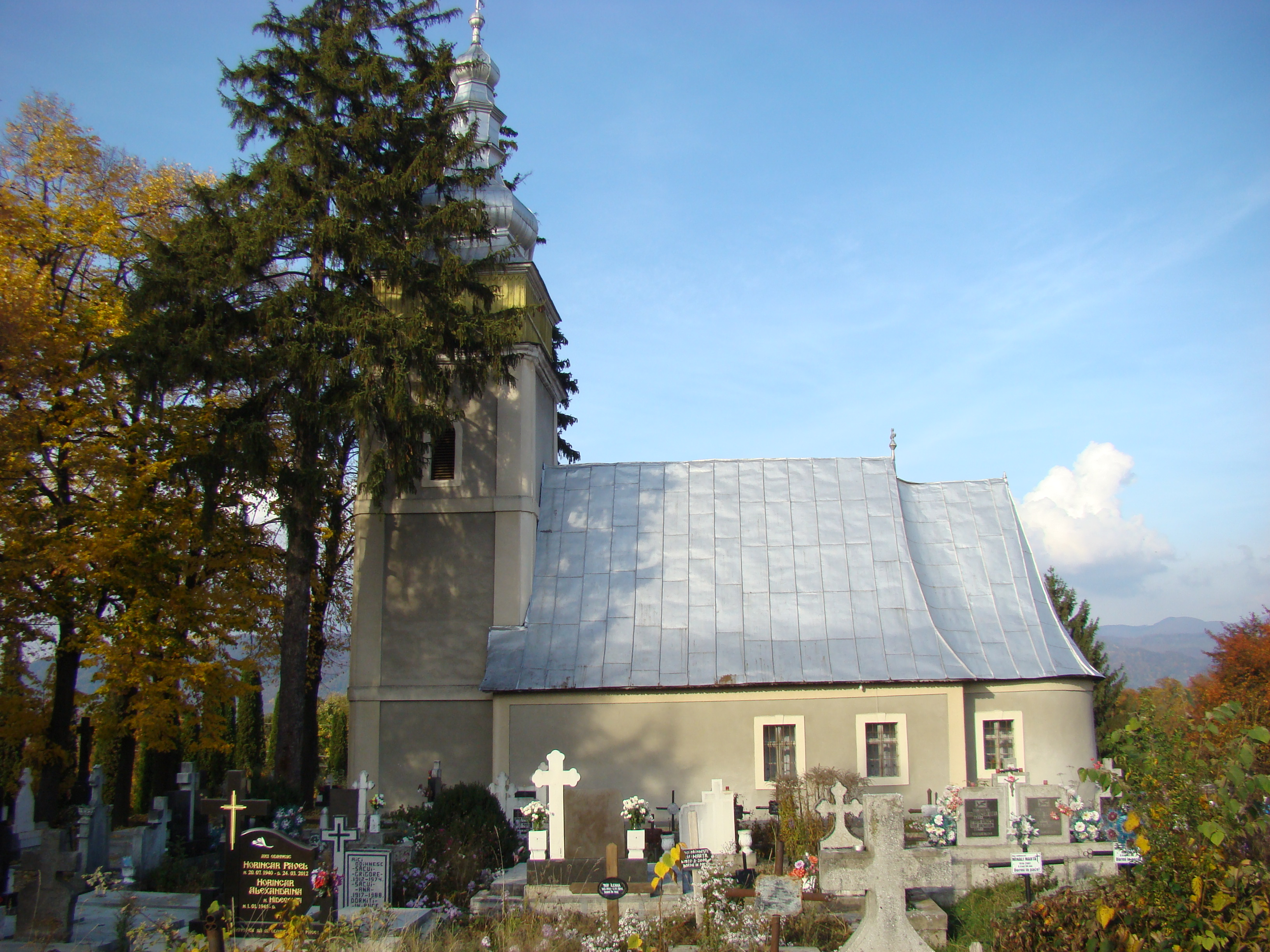
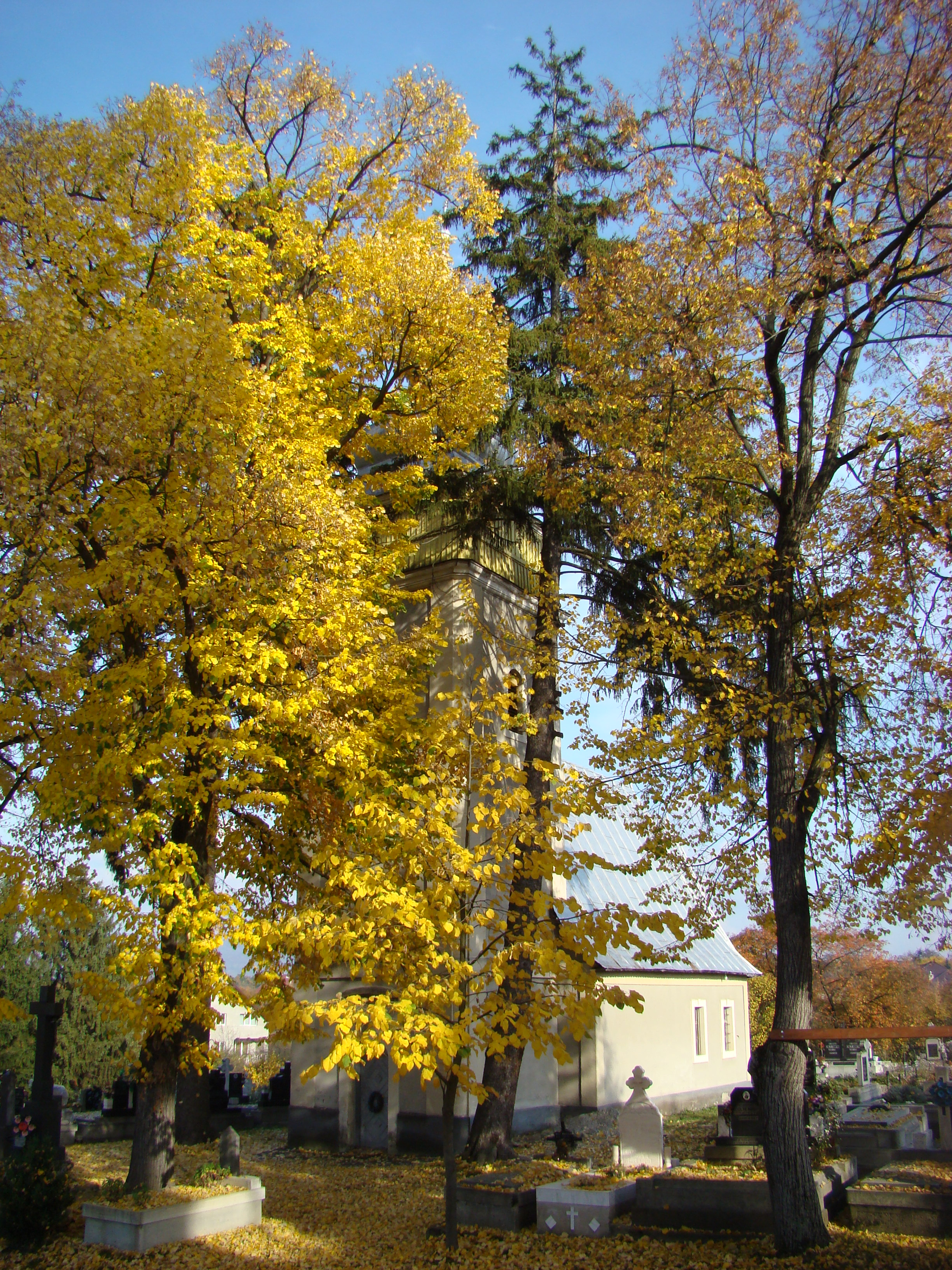

## Biserica nouă „Sfinții Arhangheli Mihail și Gavriil" din Satu Nou de Sus

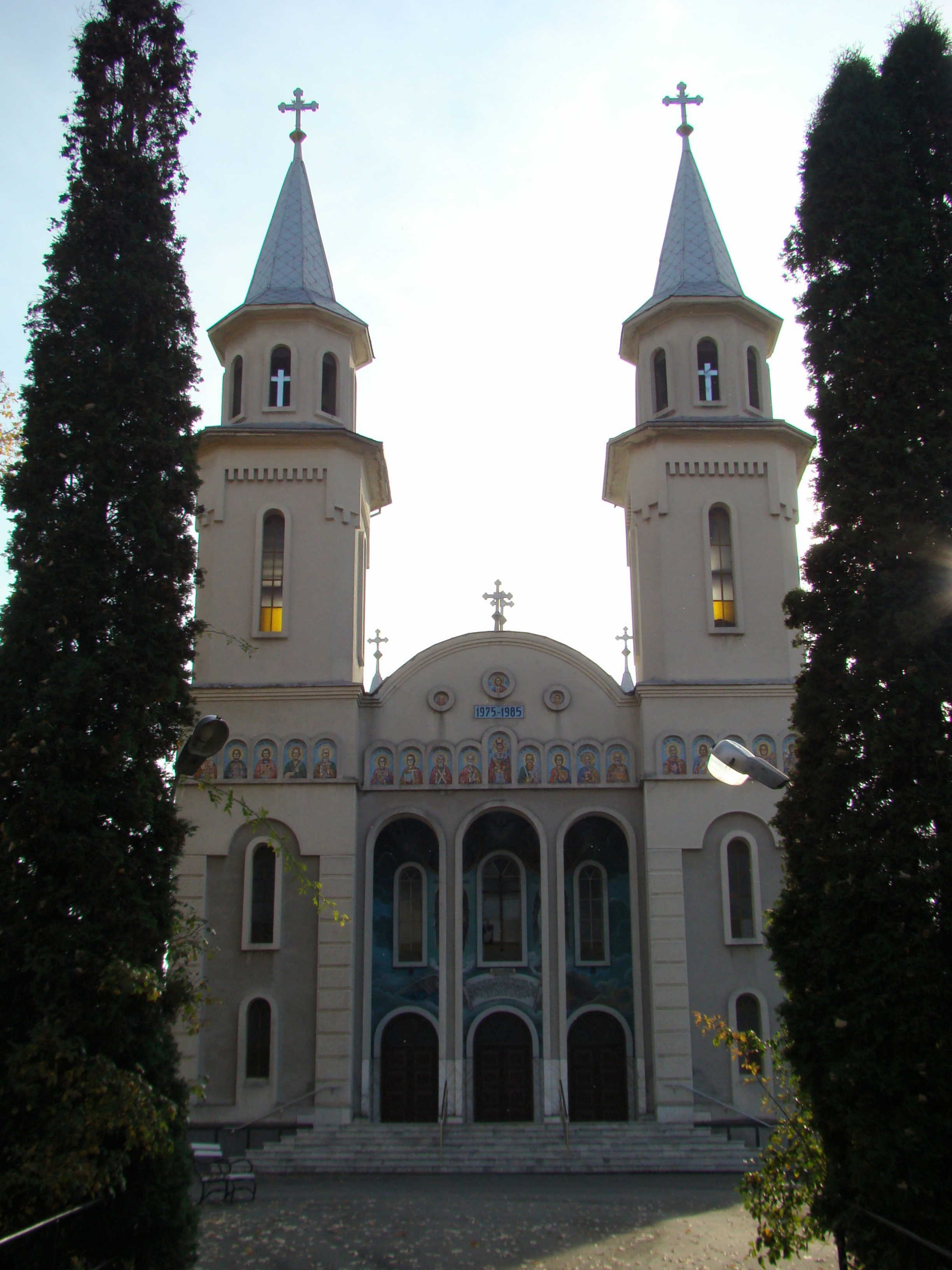
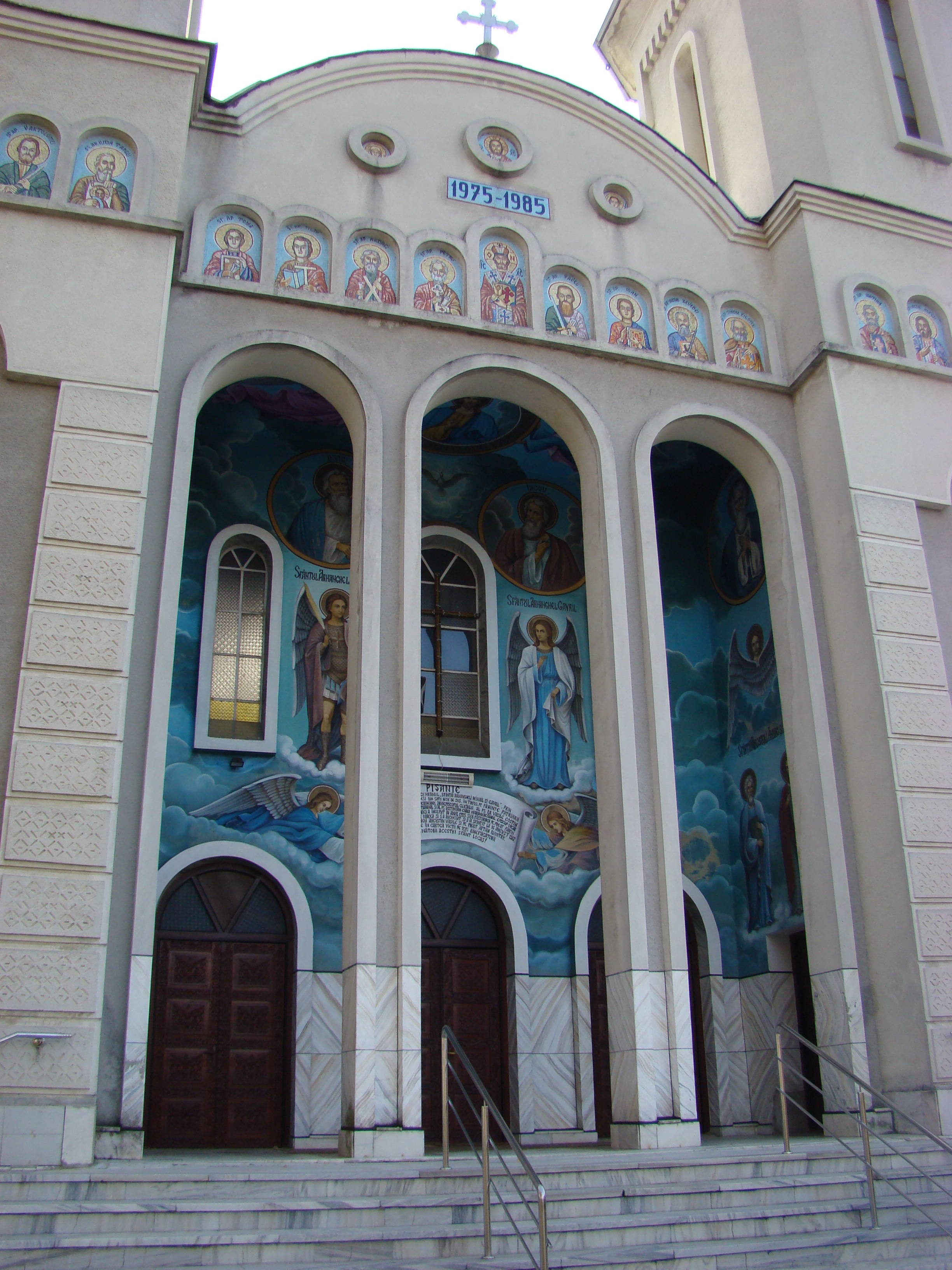
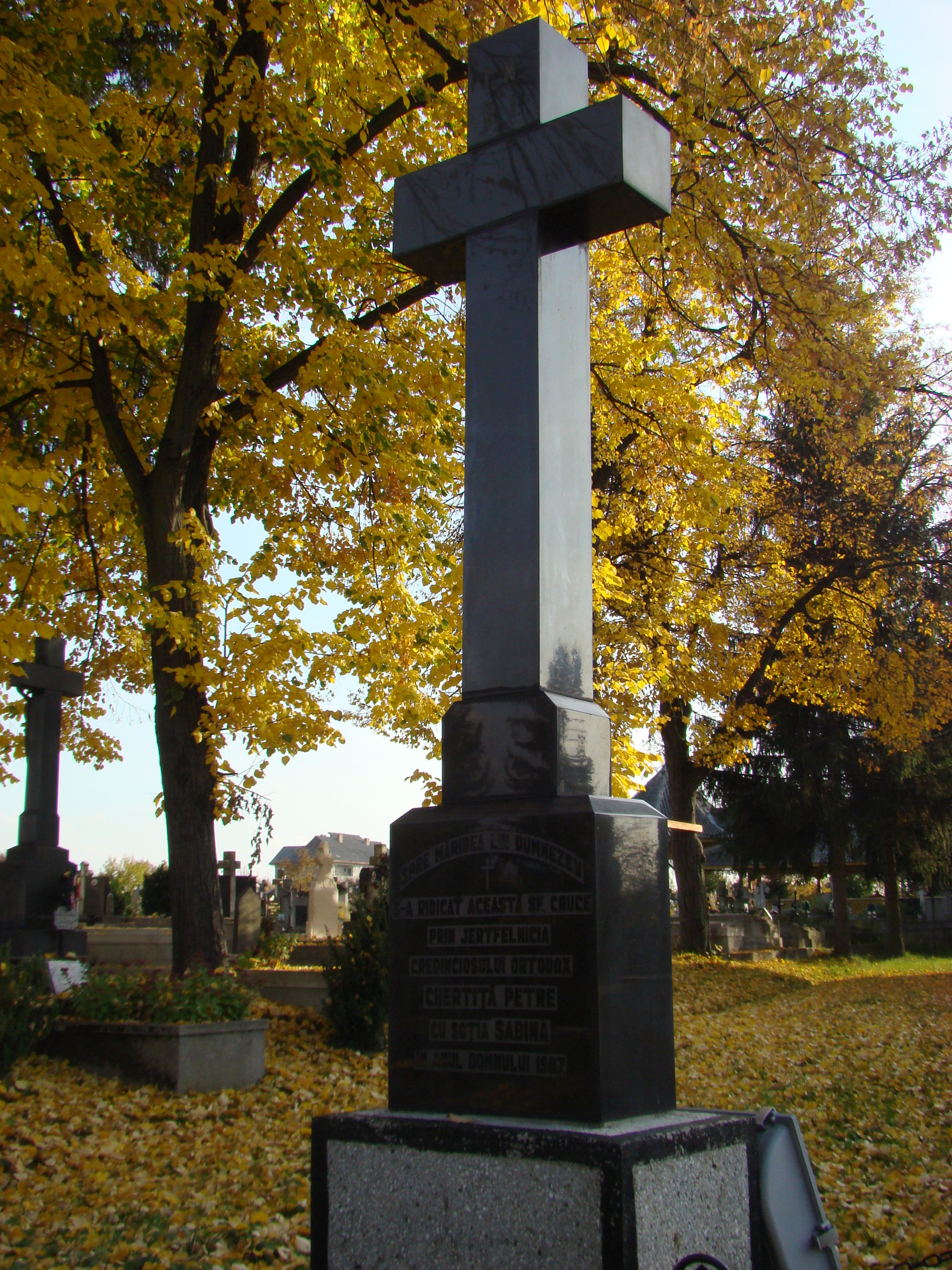
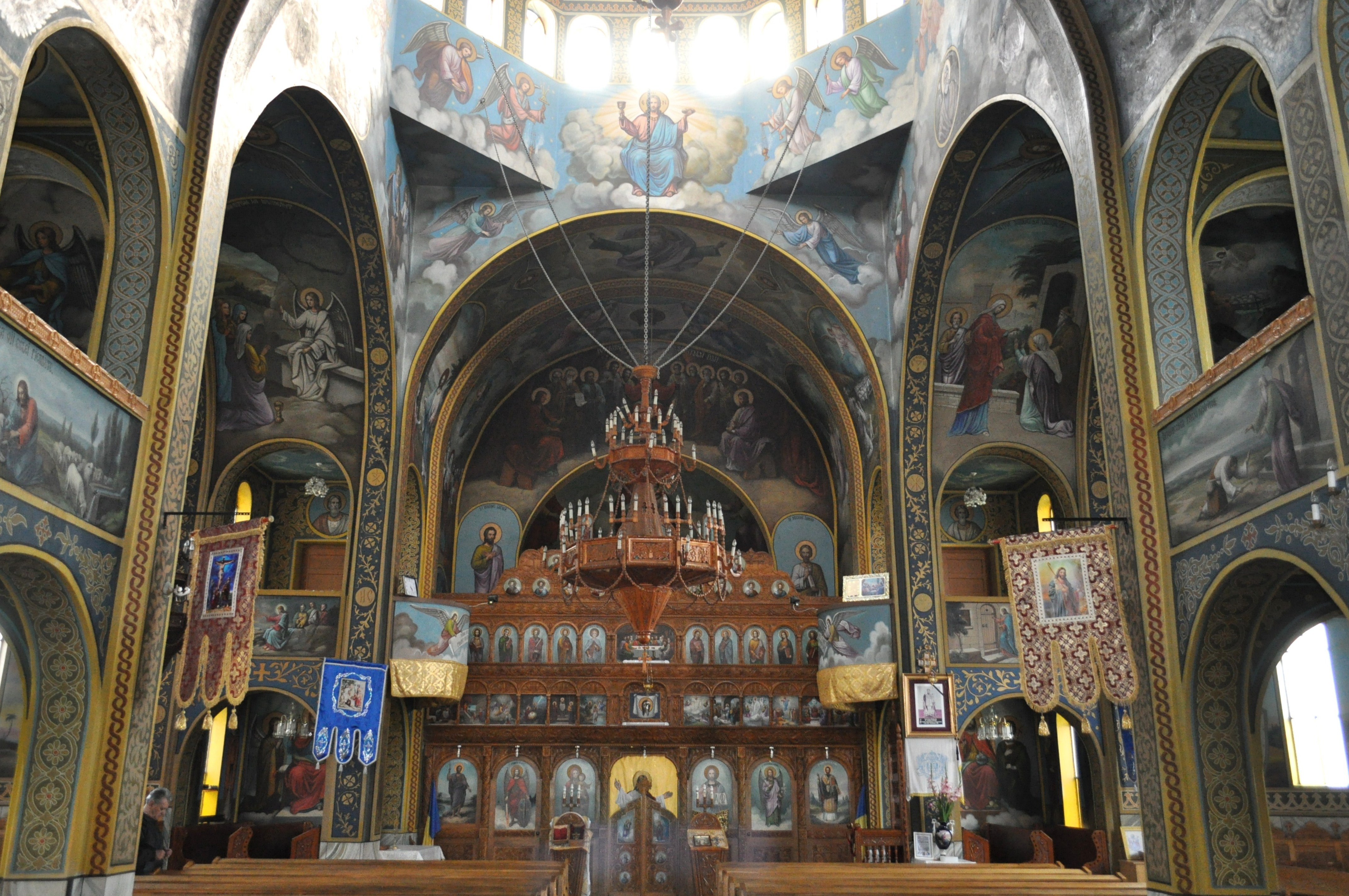
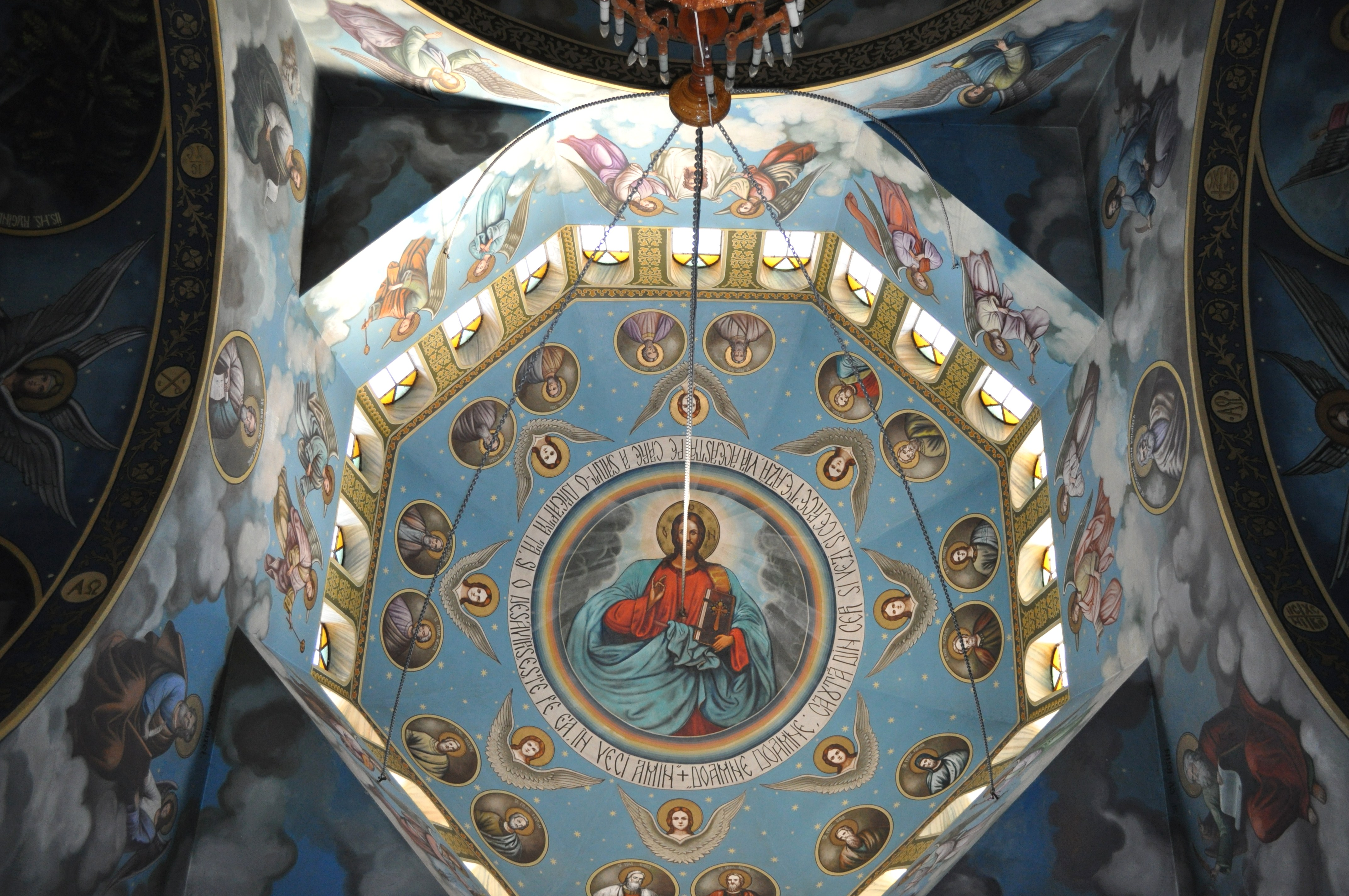
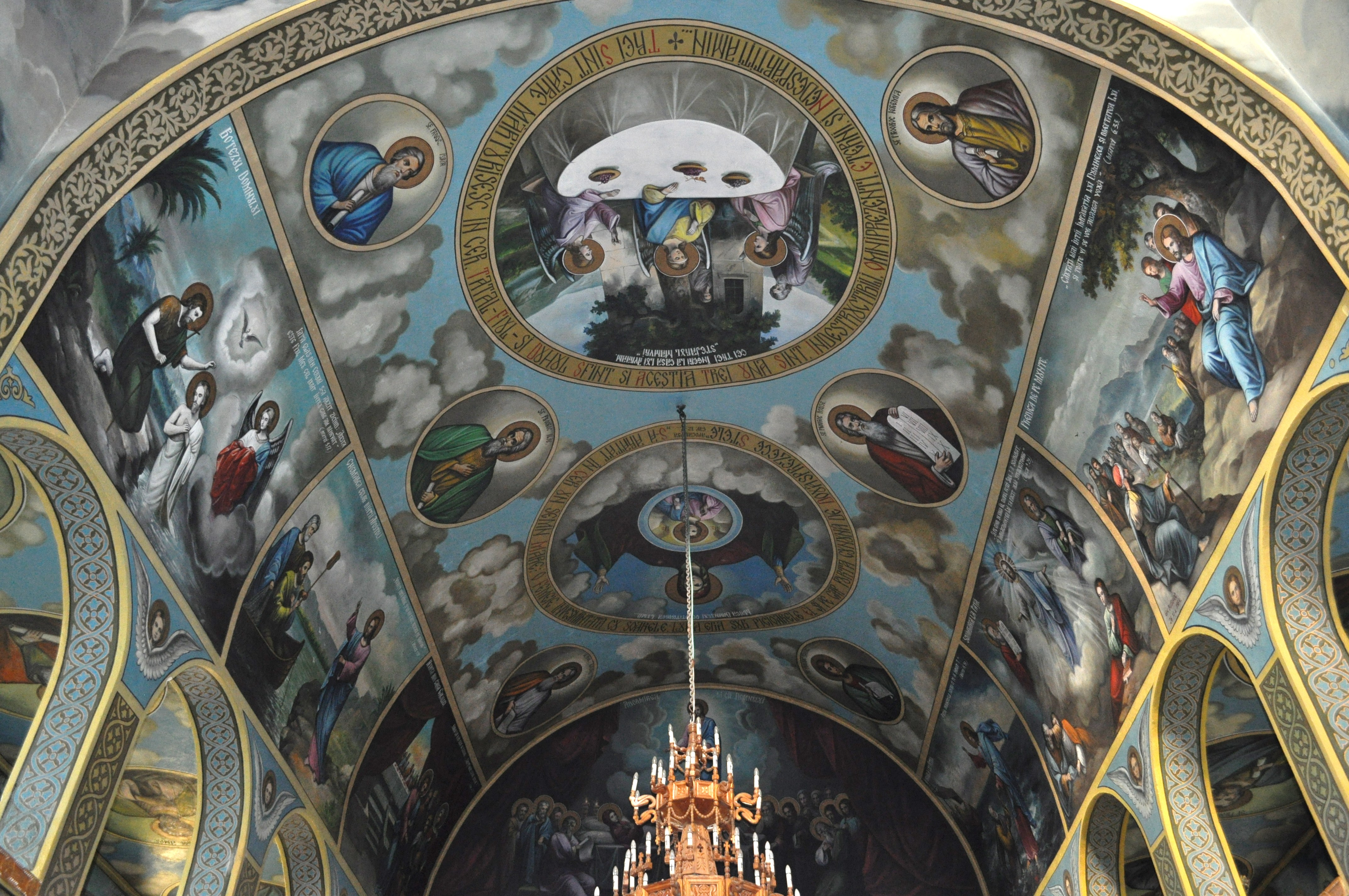
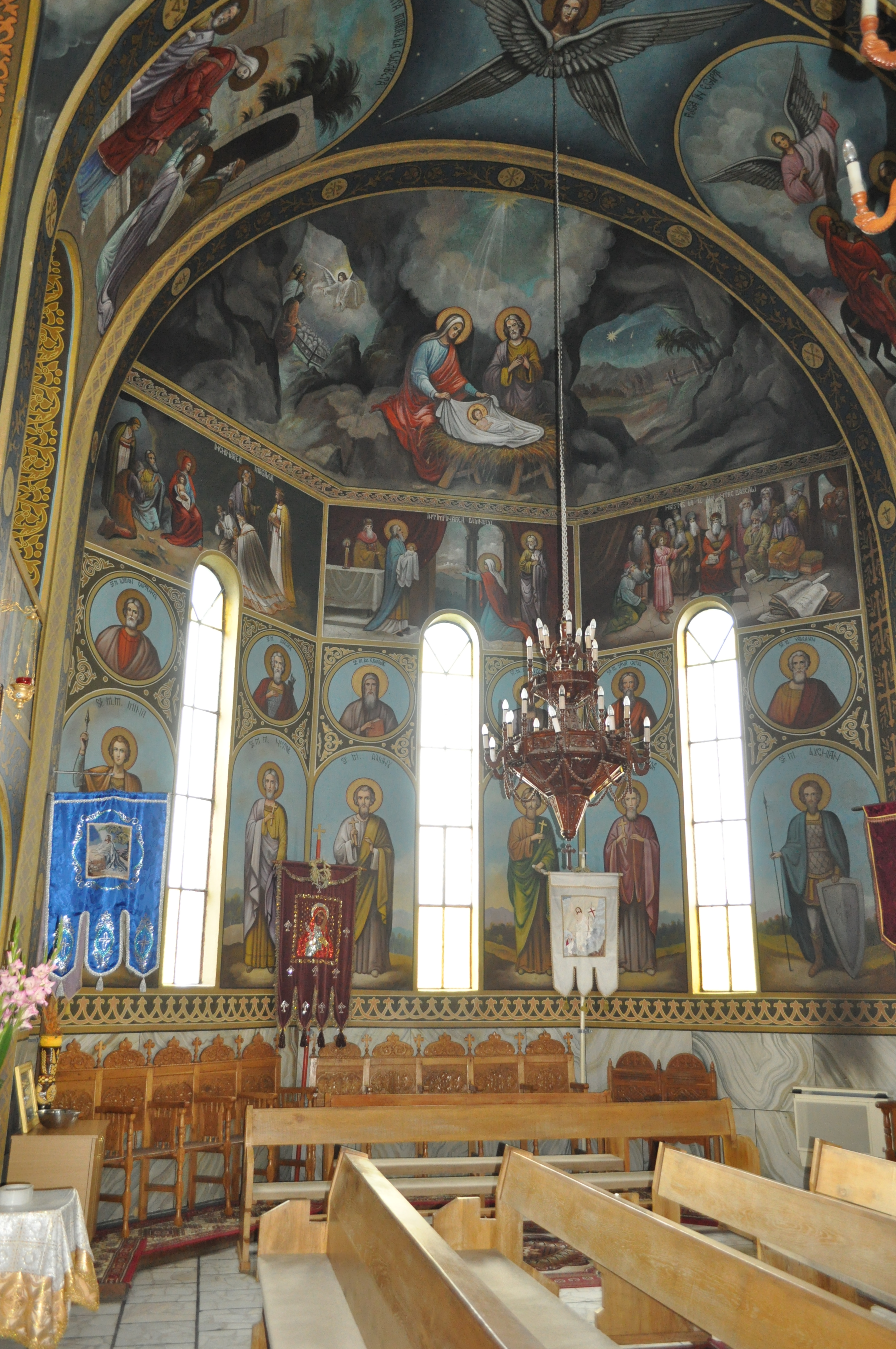
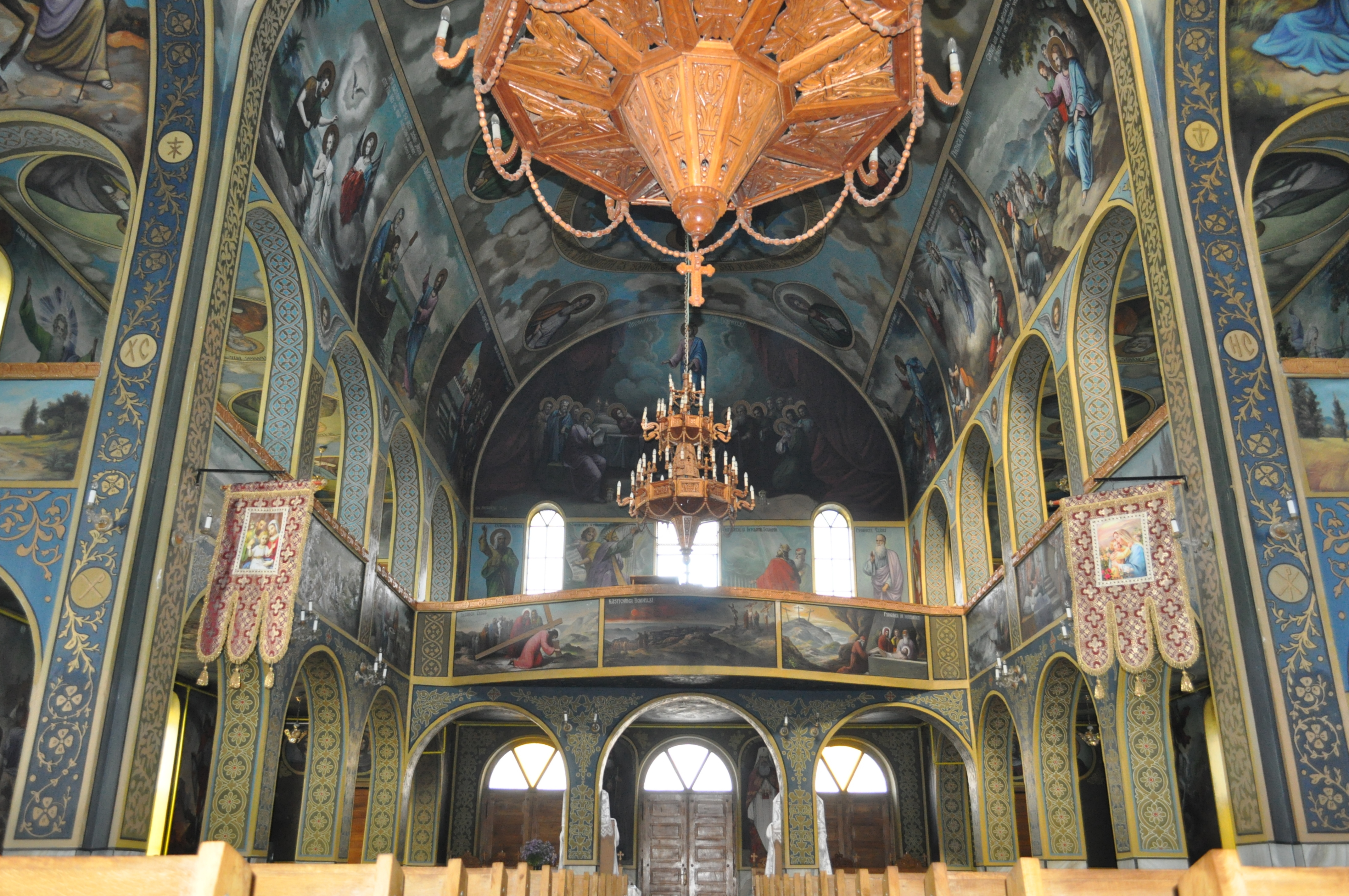
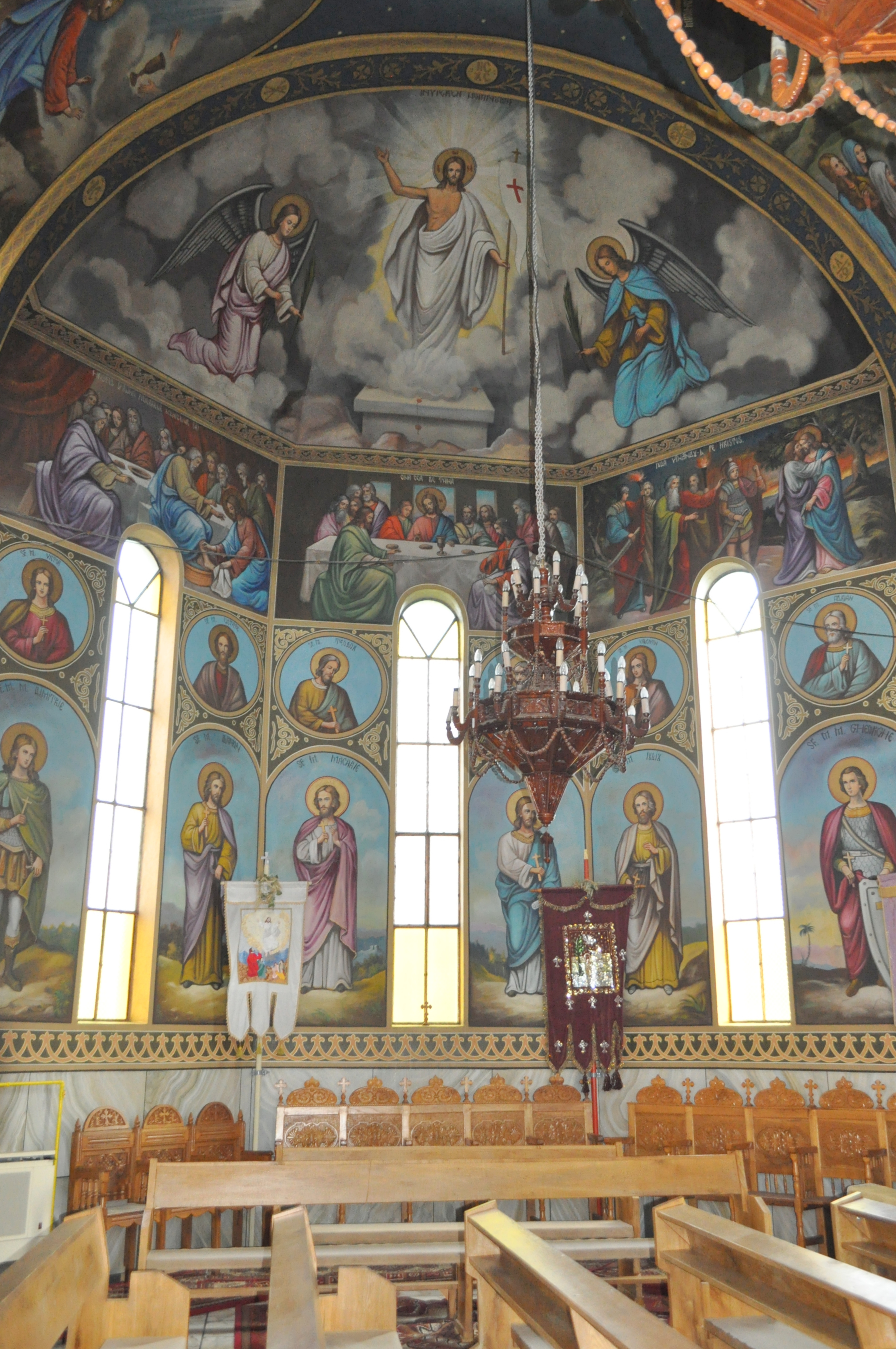
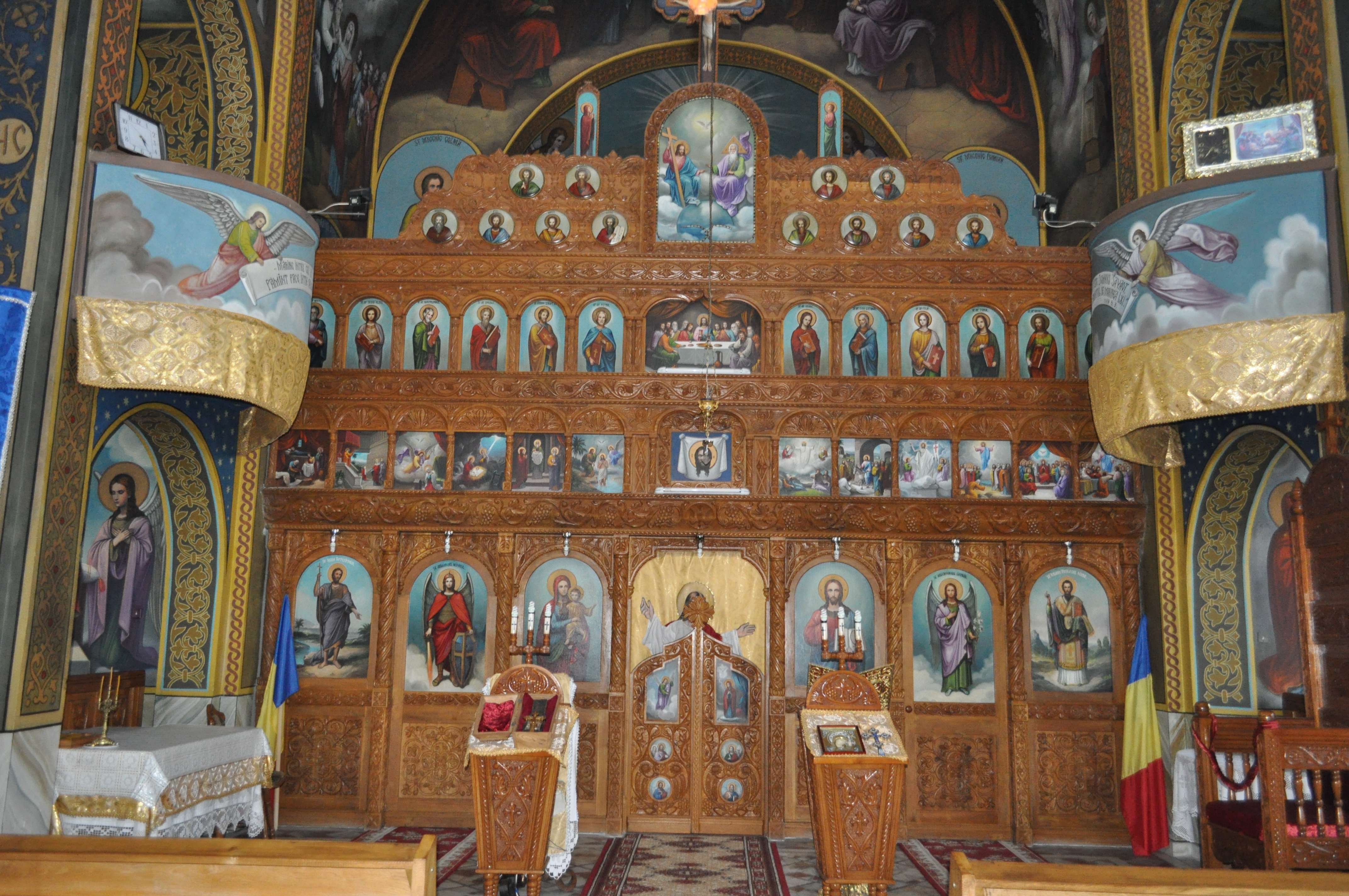
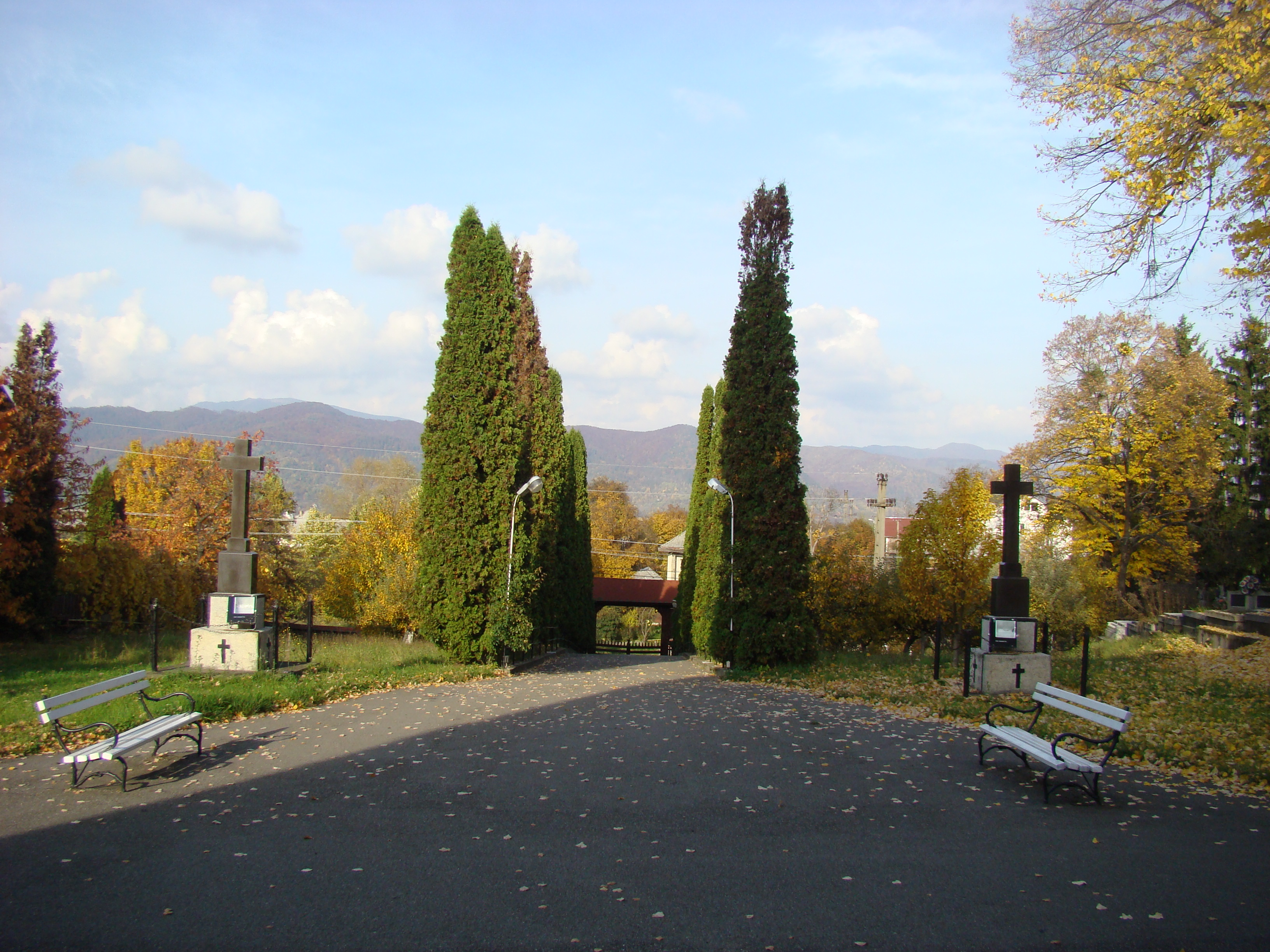
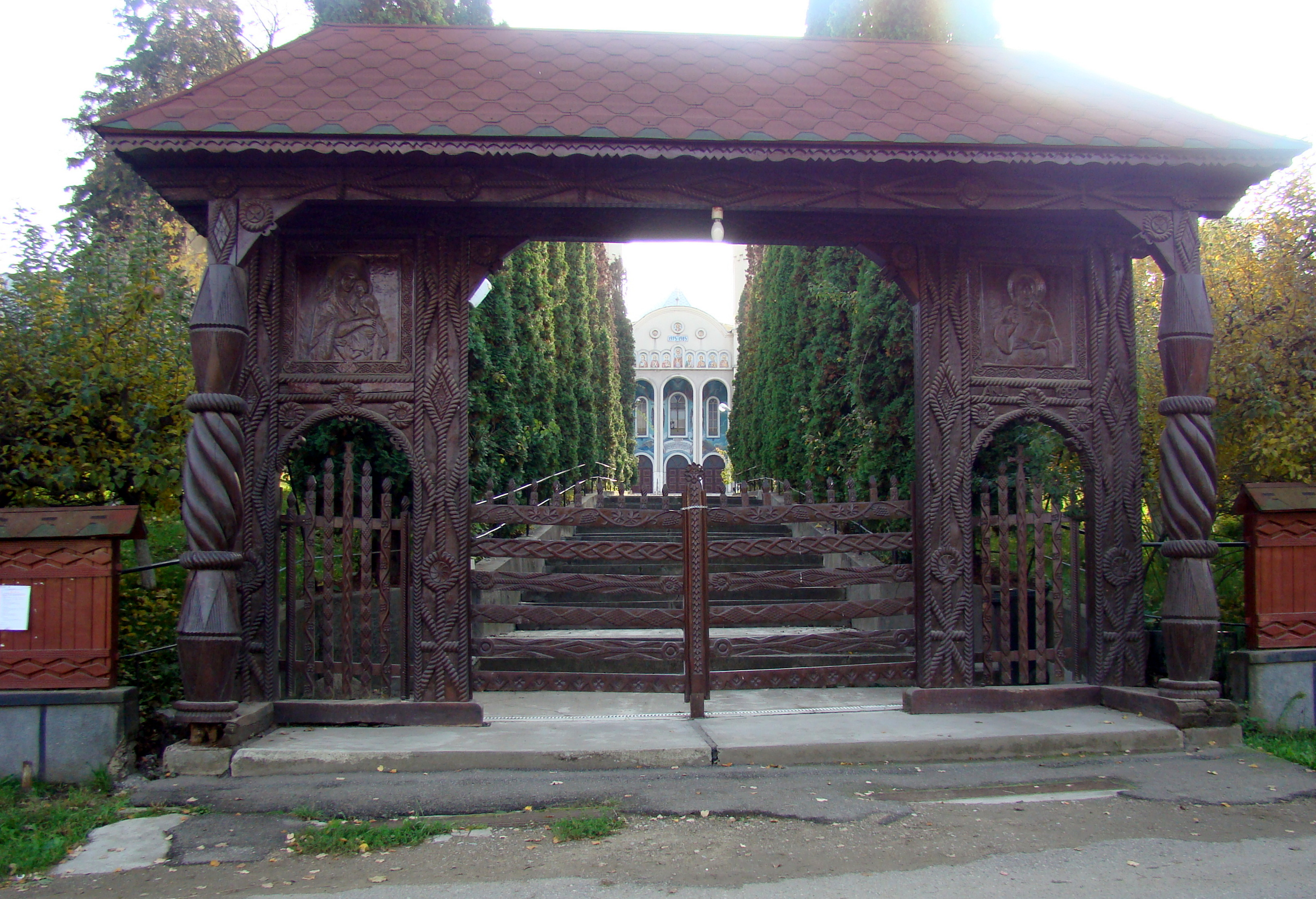

## Vezi și
- Satu Nou de Sus, Maramureș

## Imagini  din interior

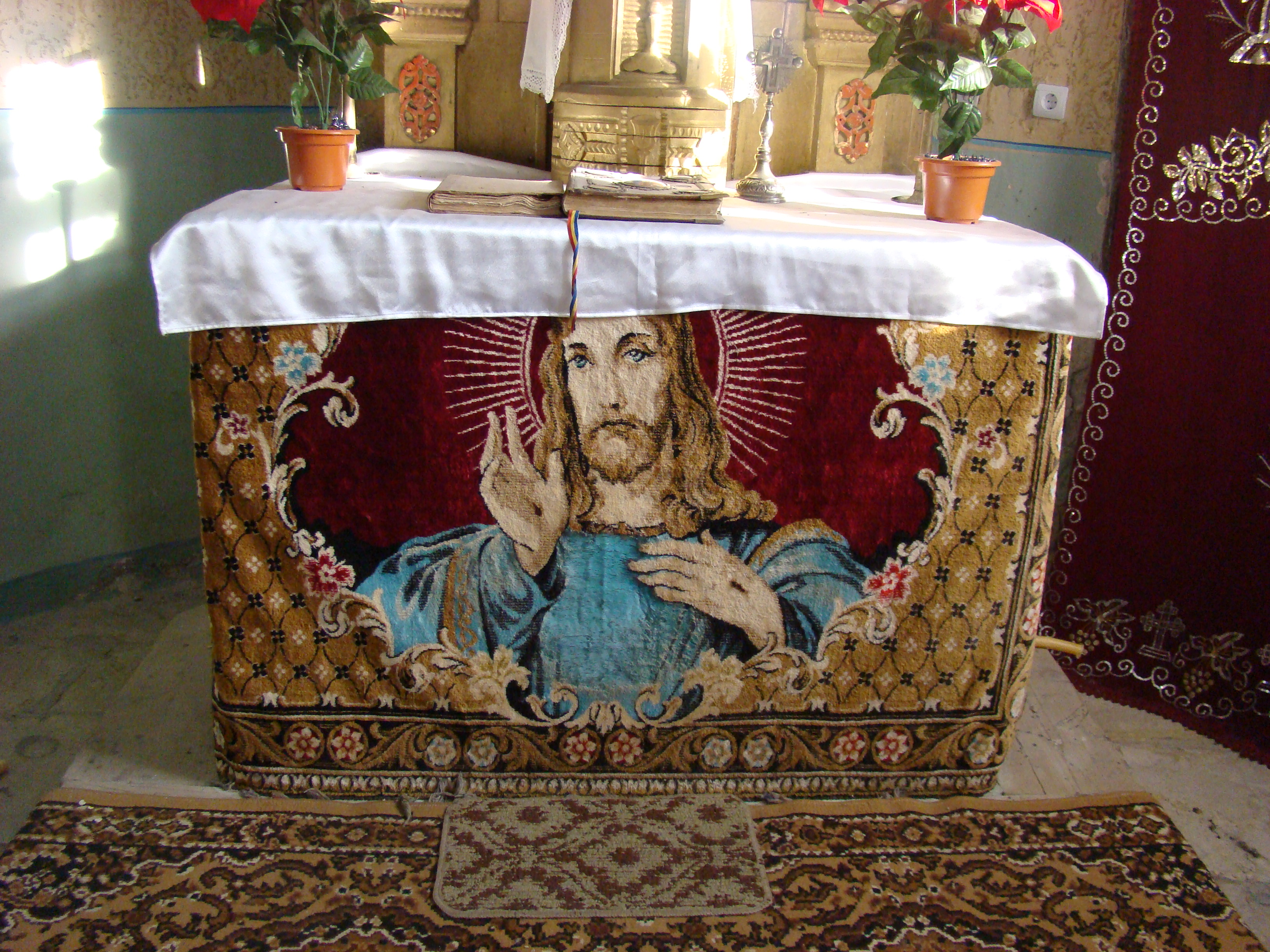
Masa altarului
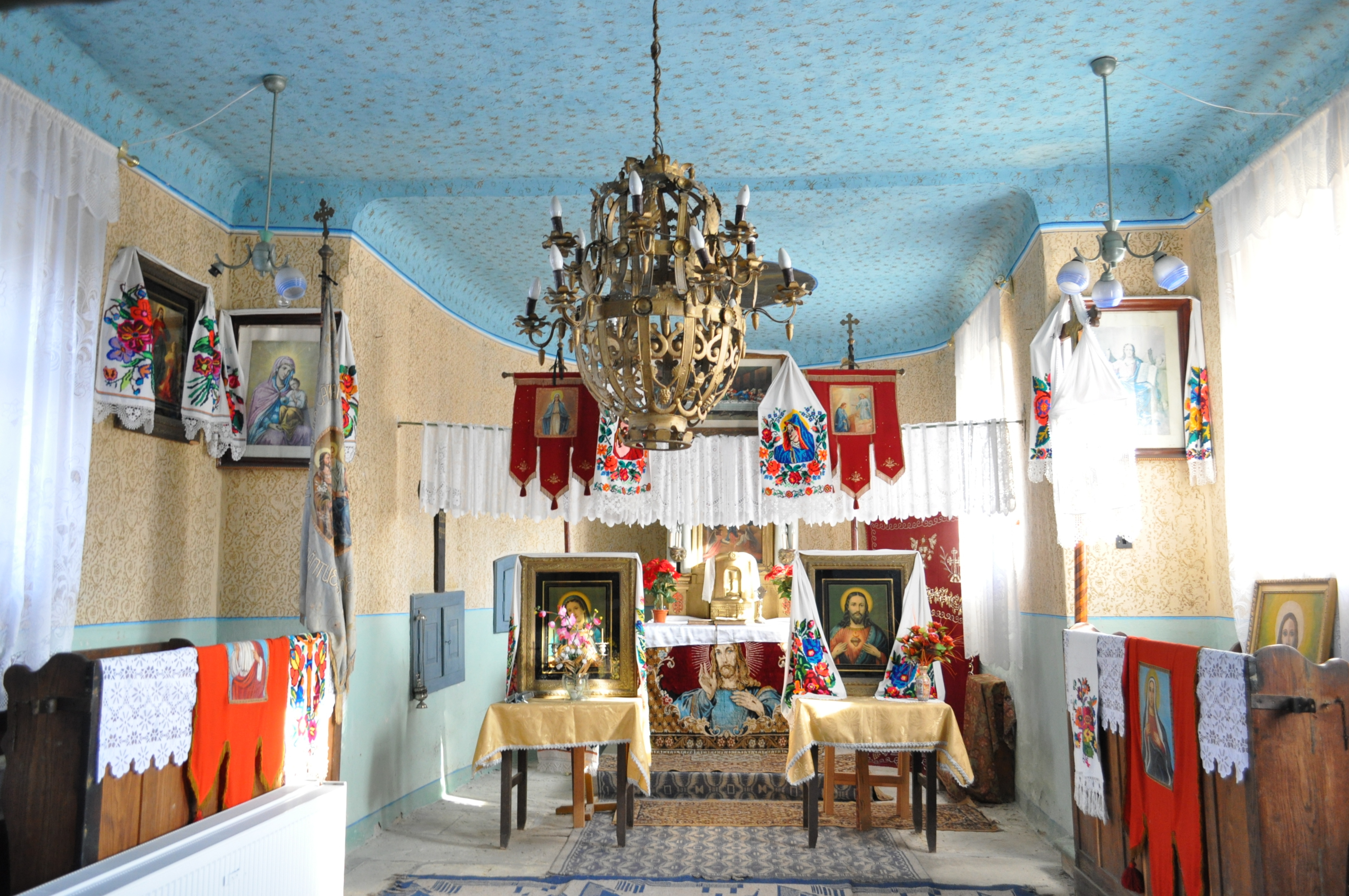
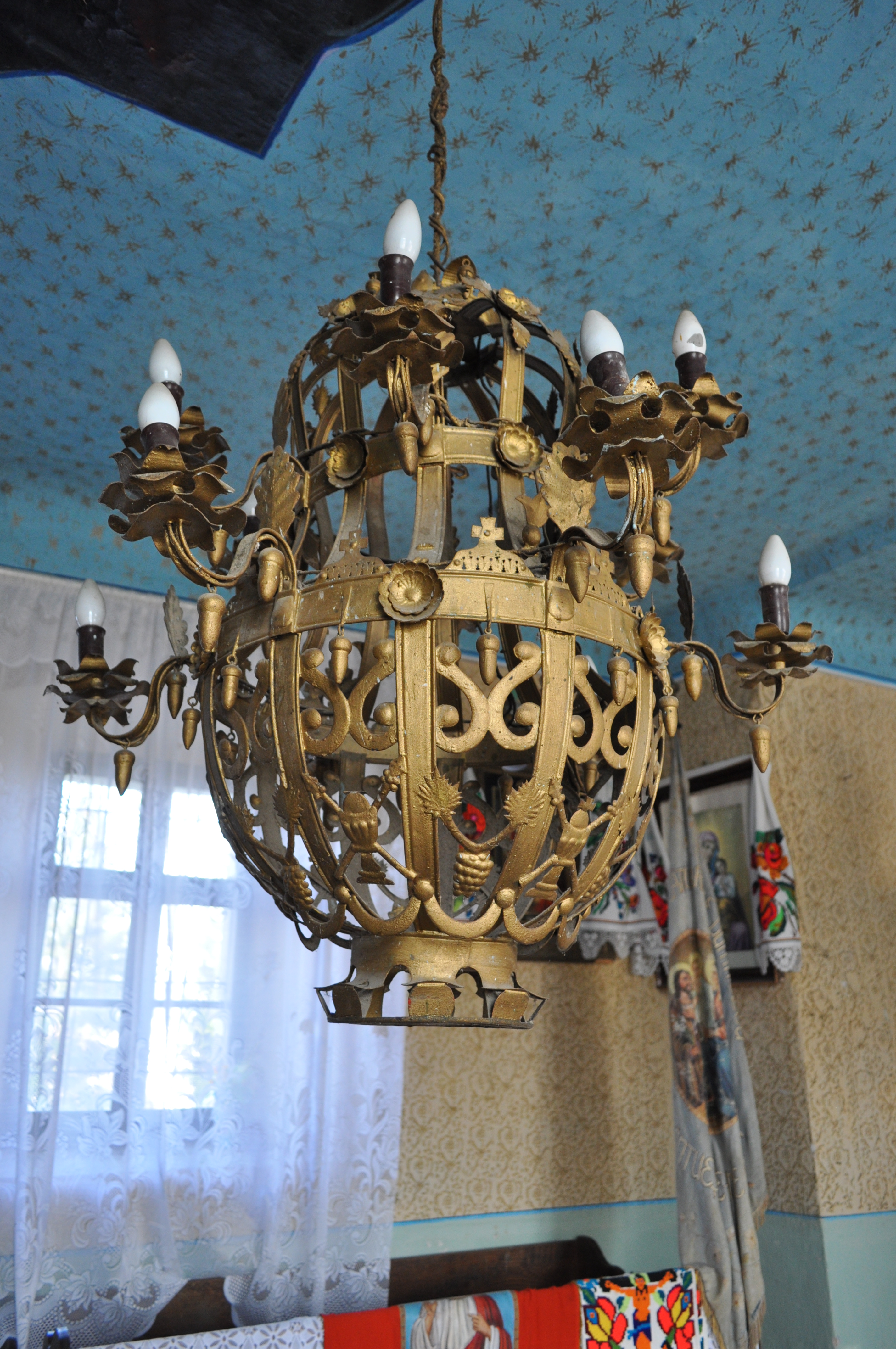
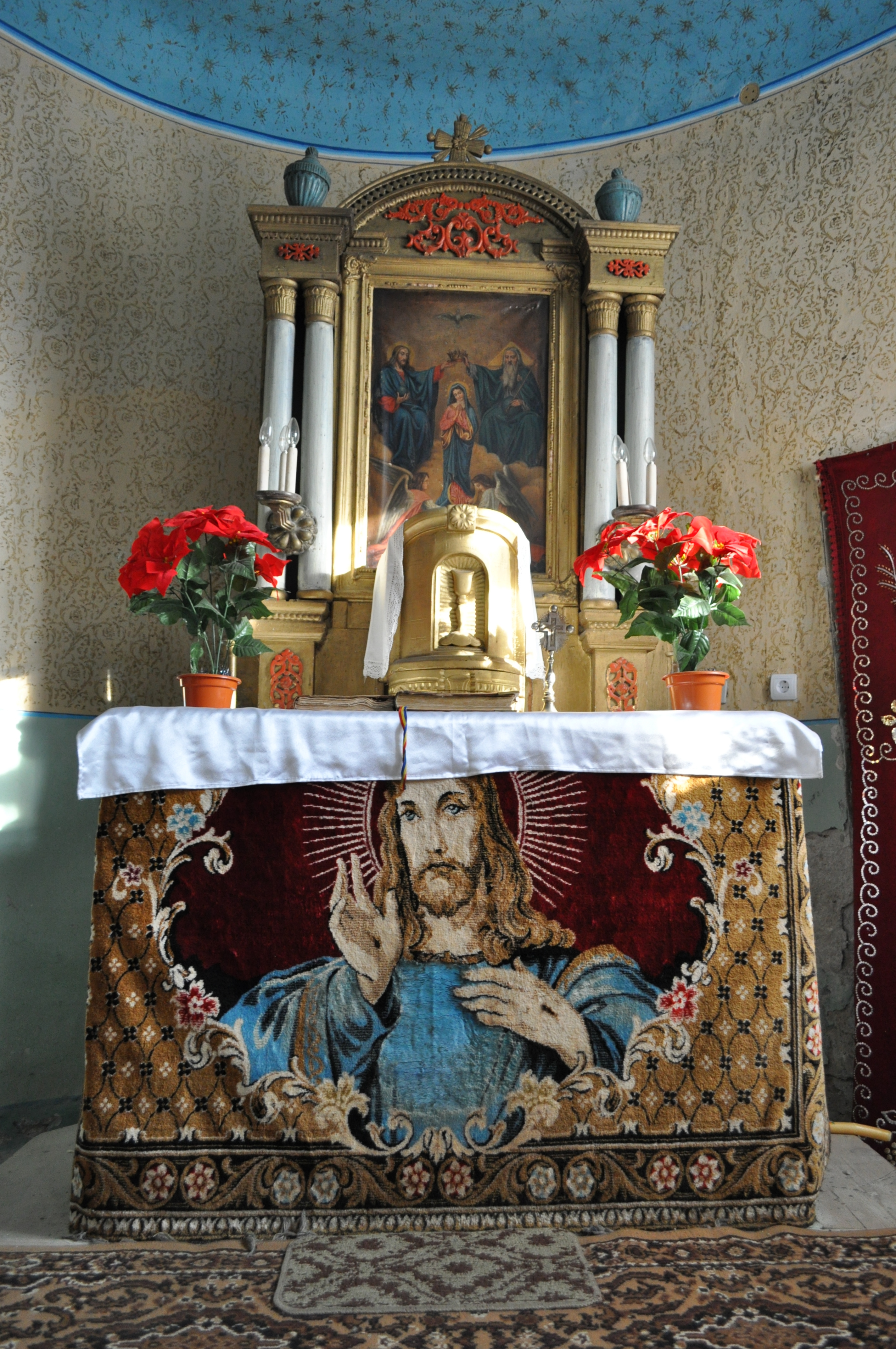
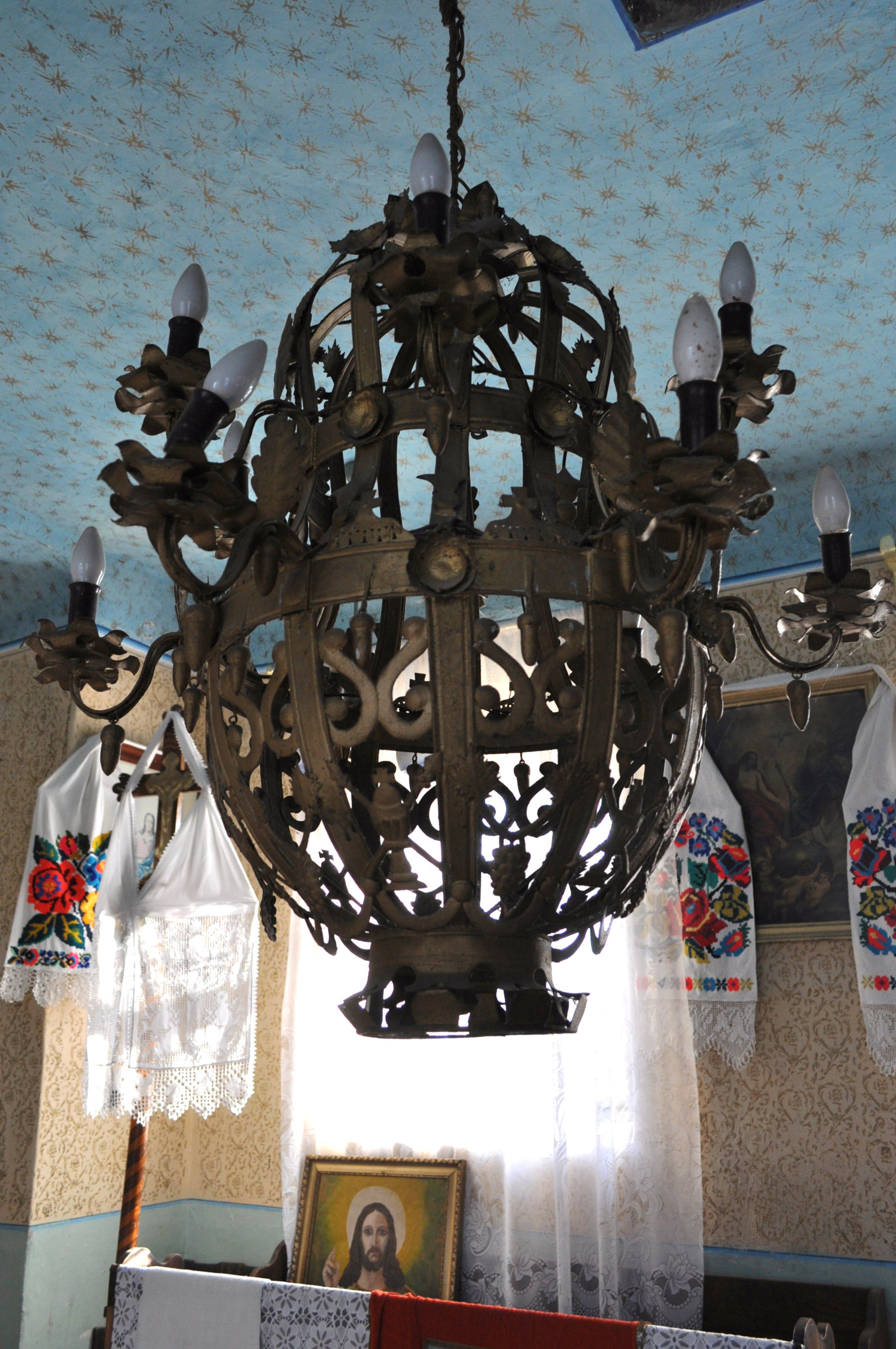
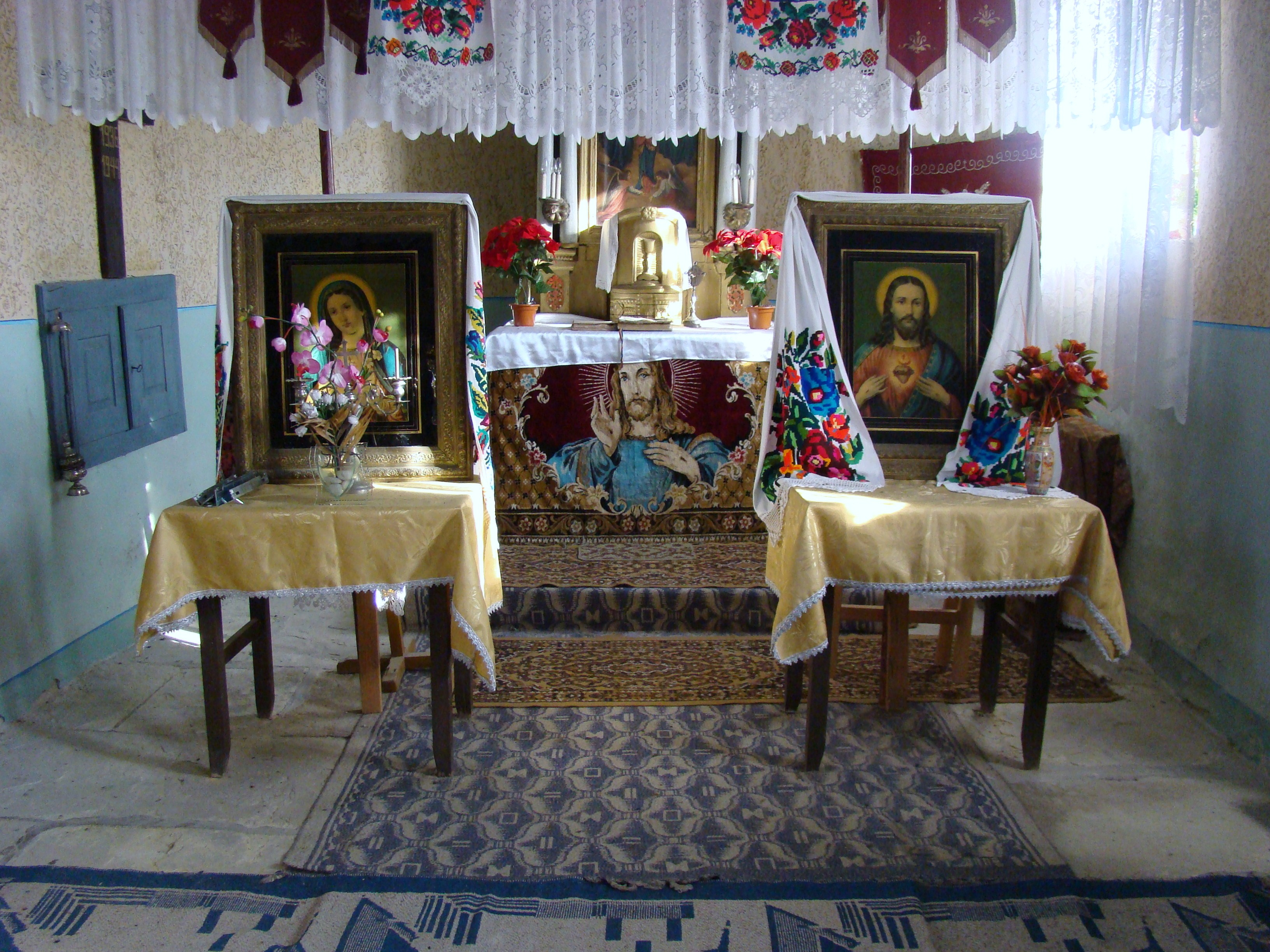
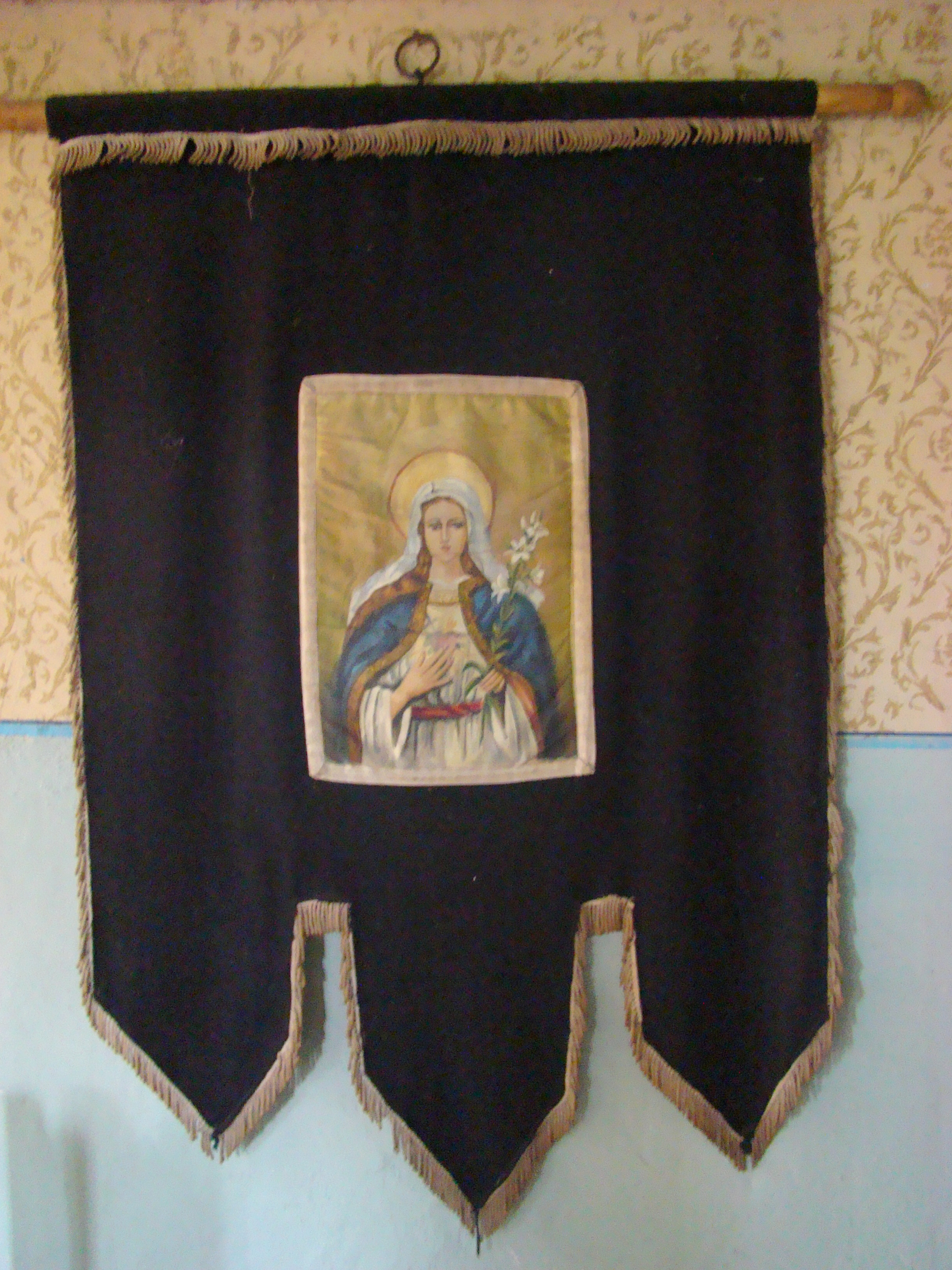
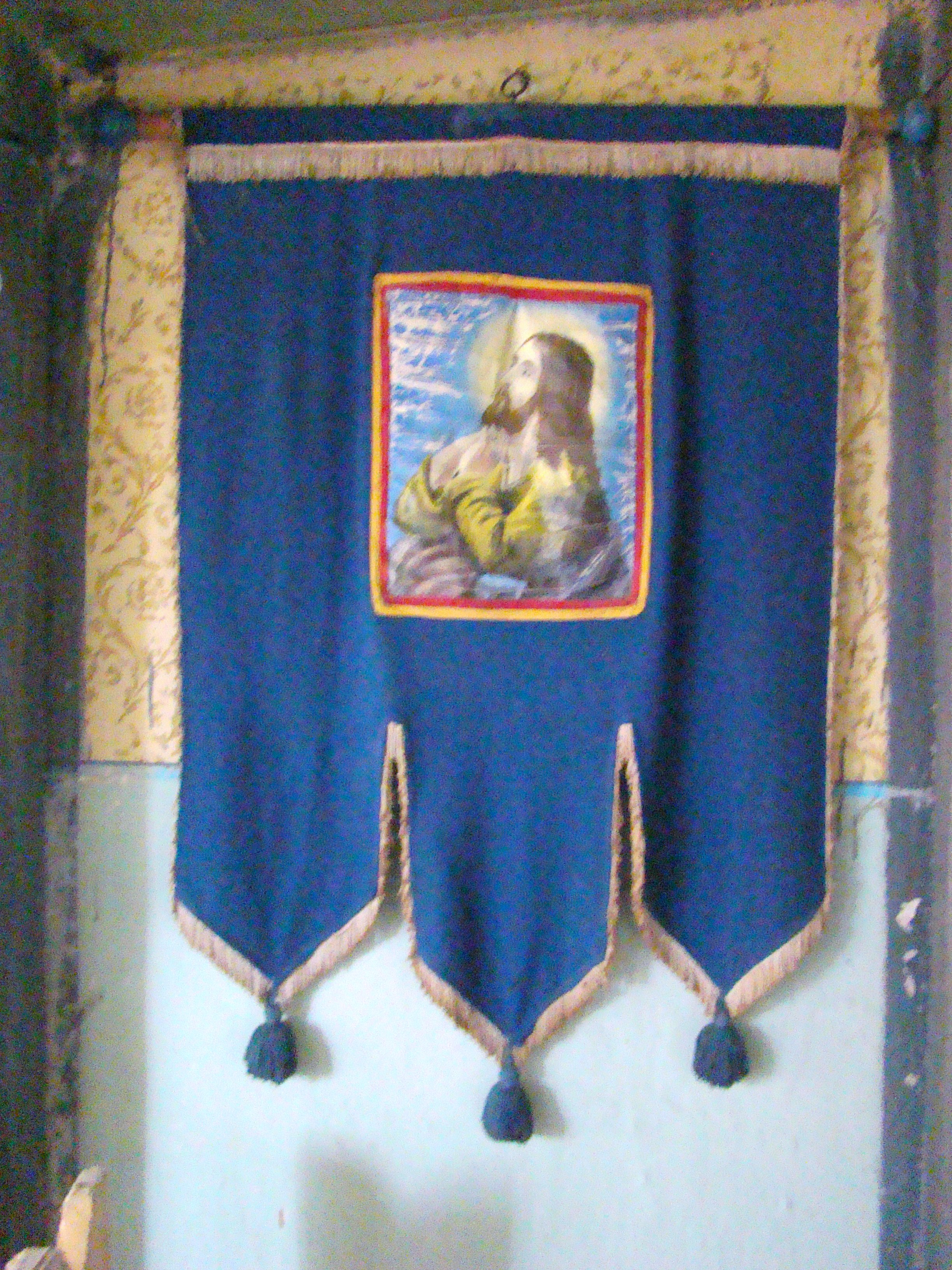
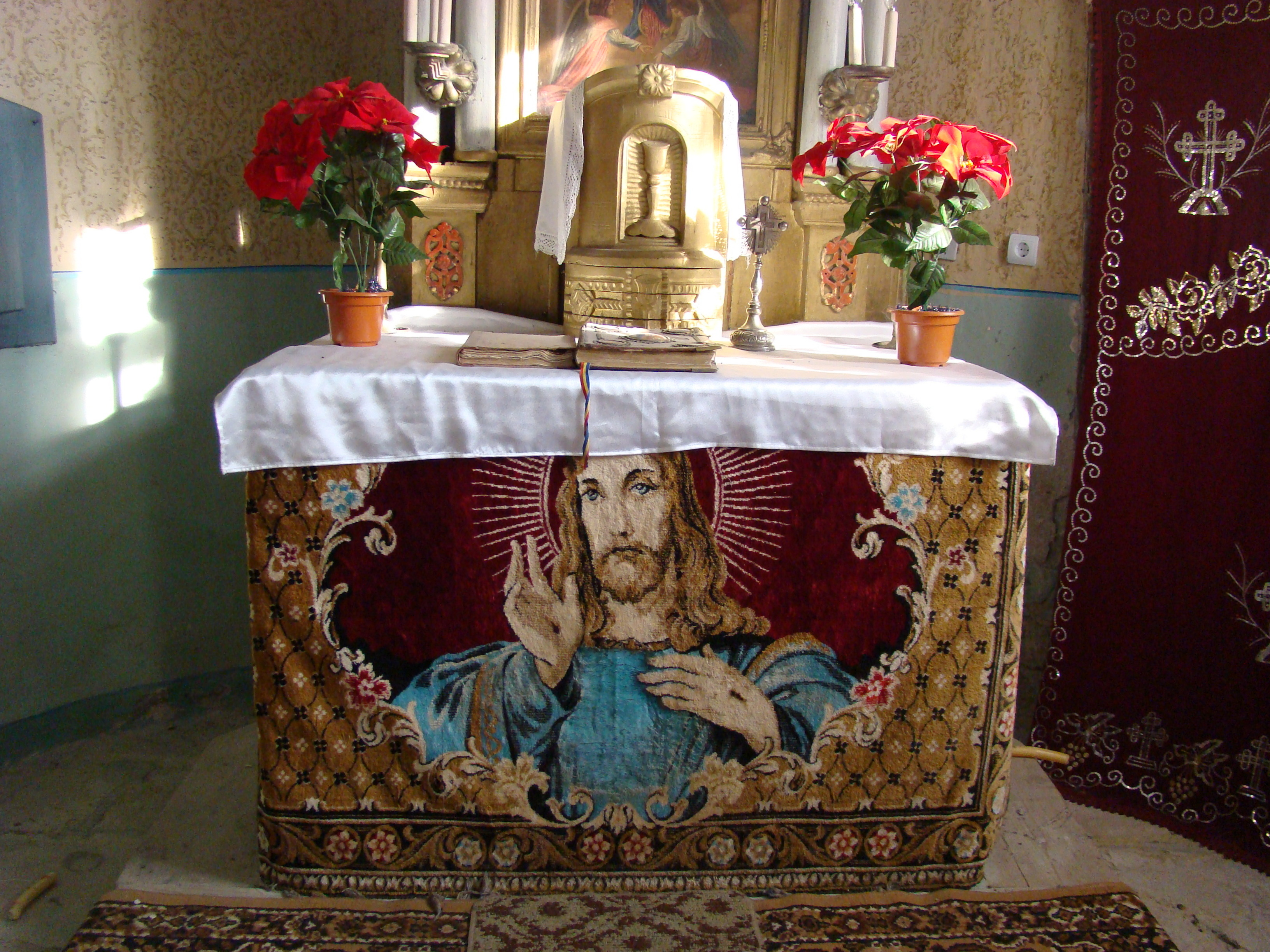
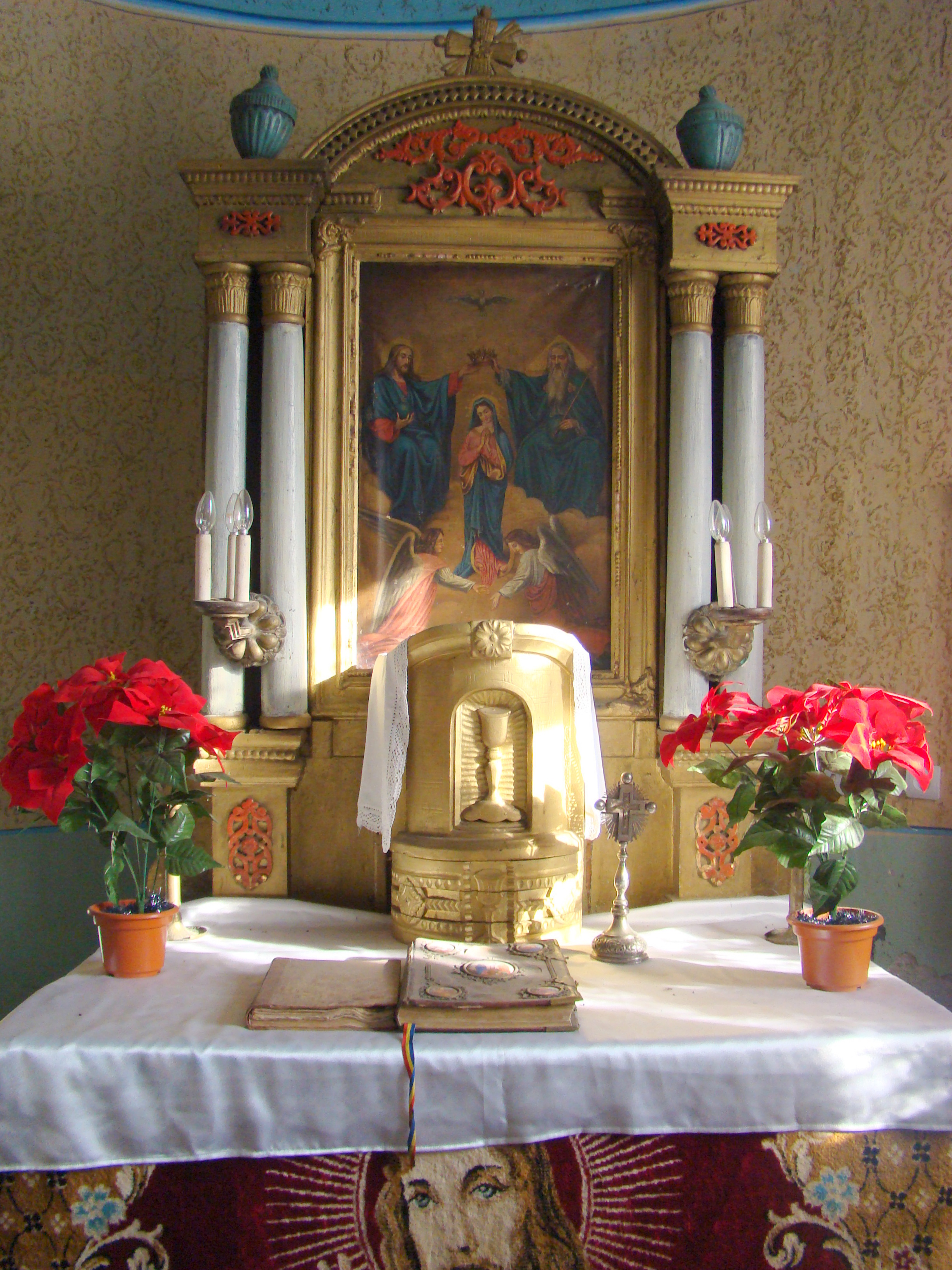
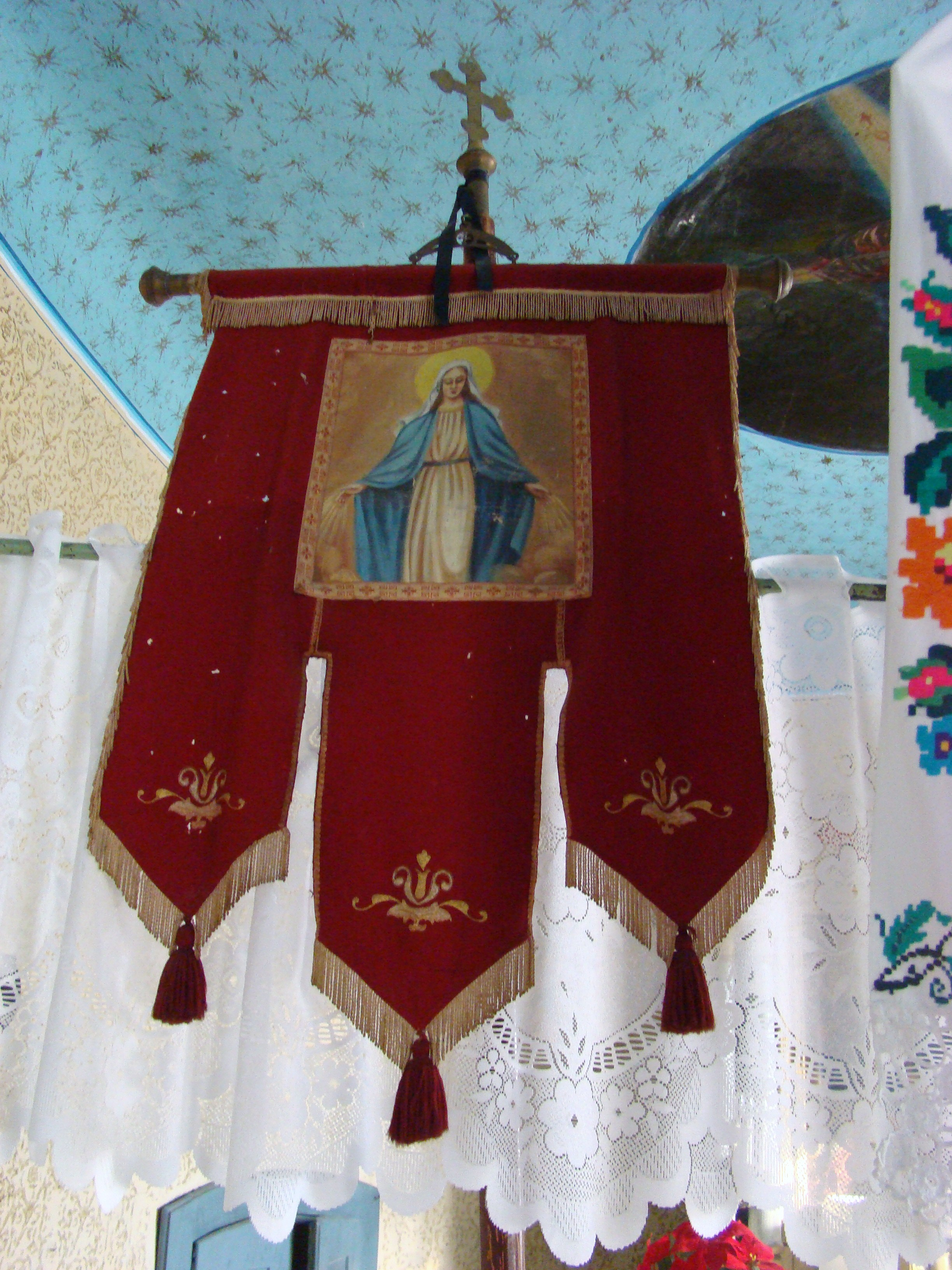
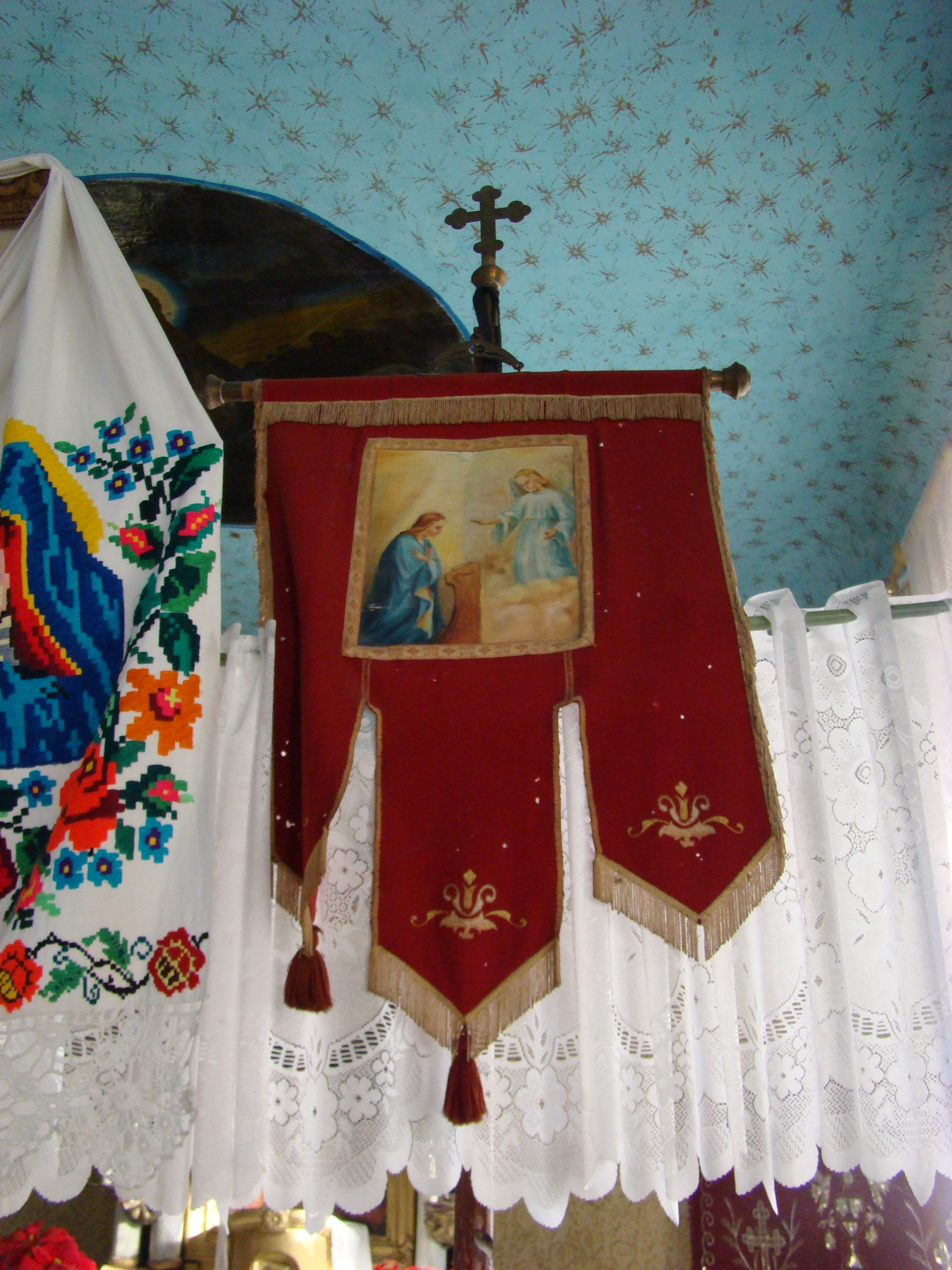
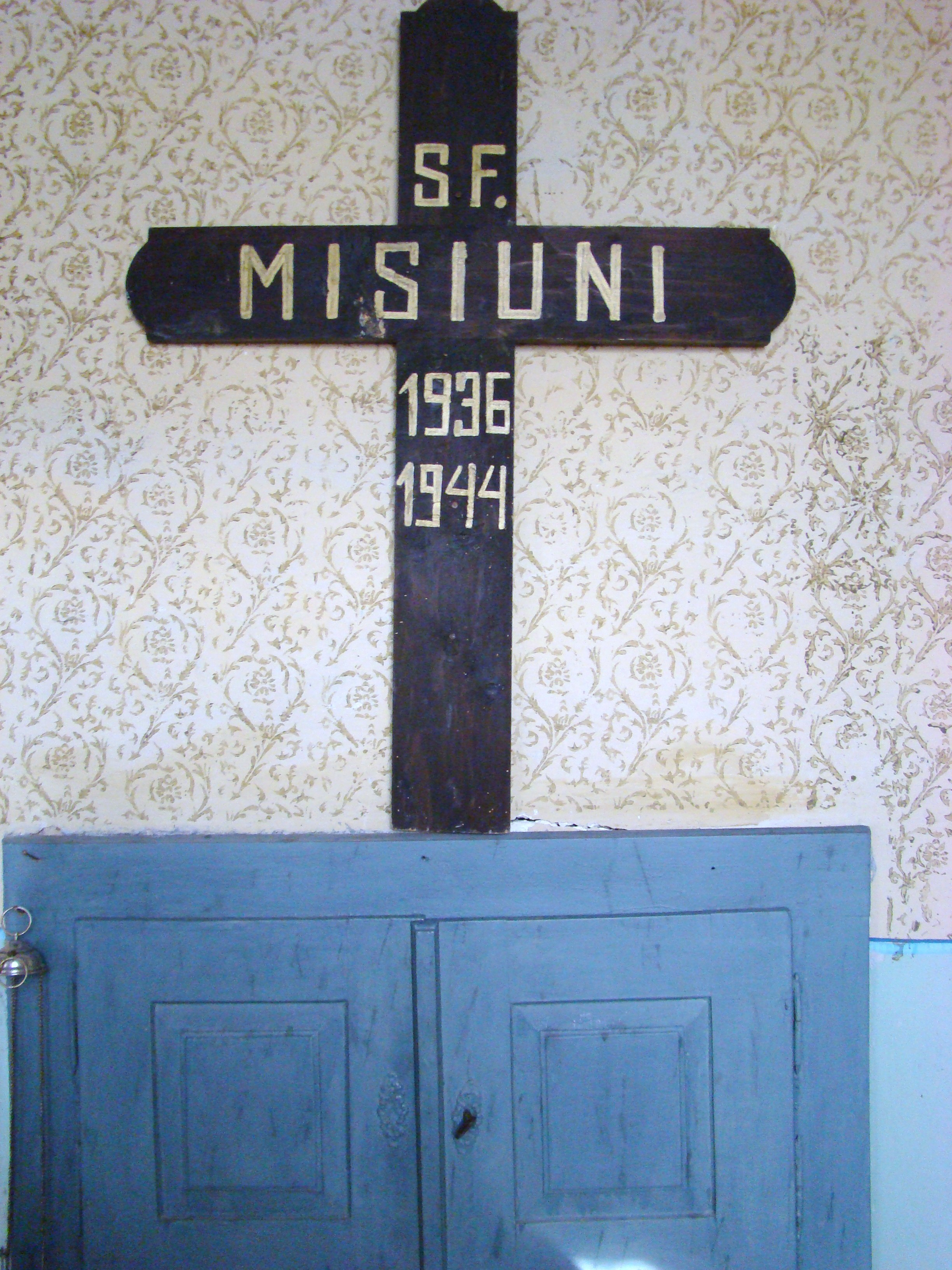
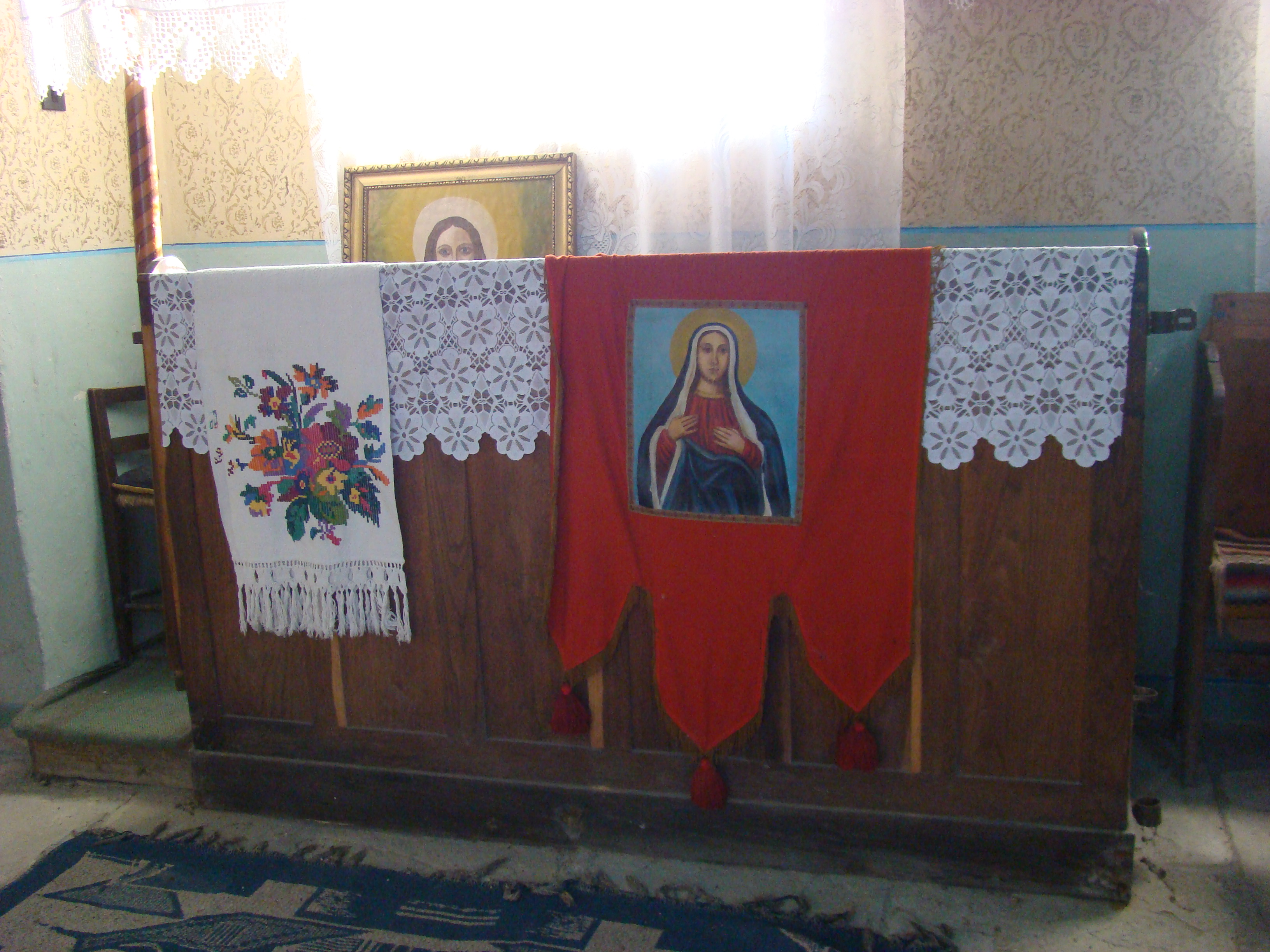
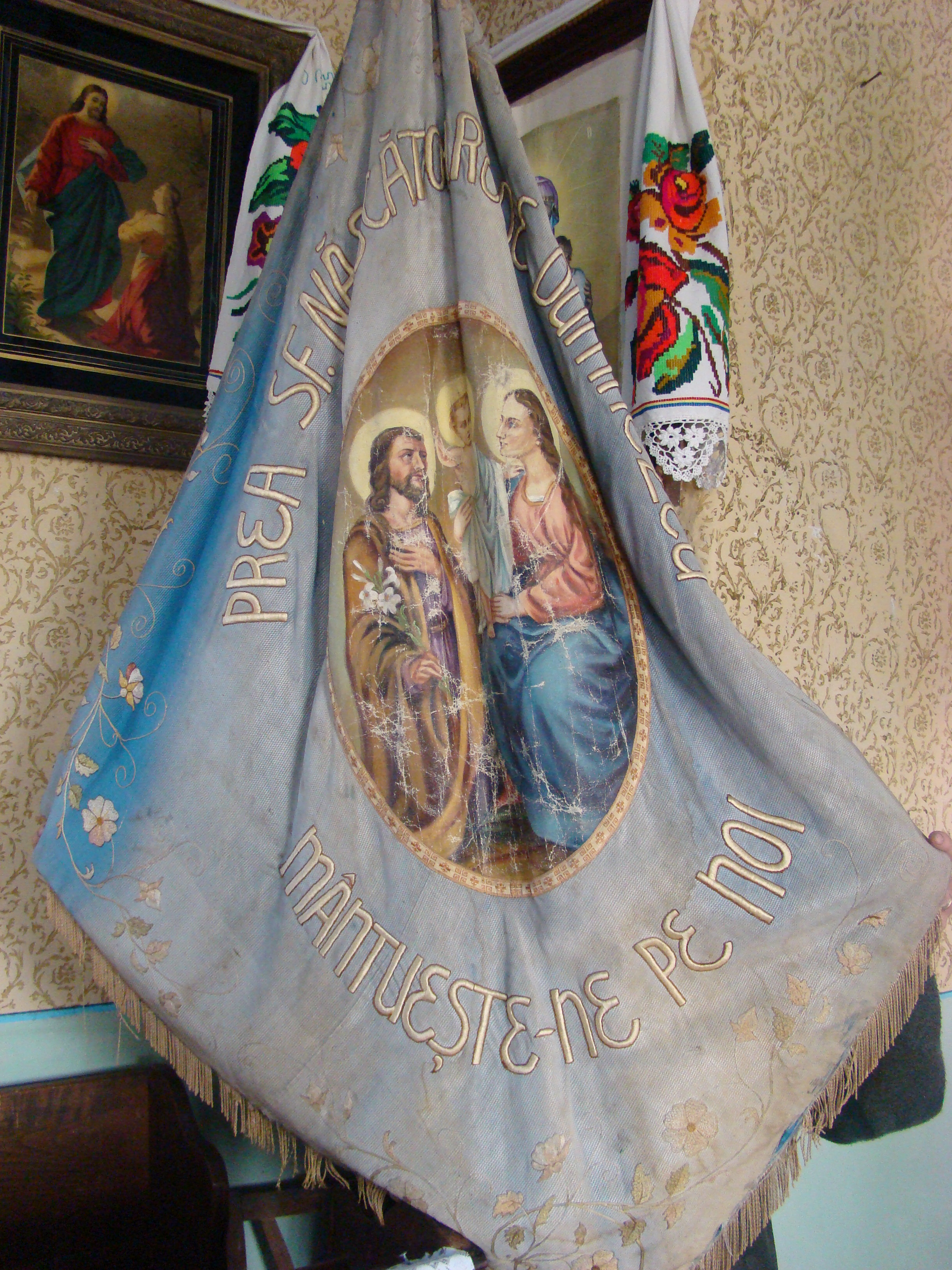
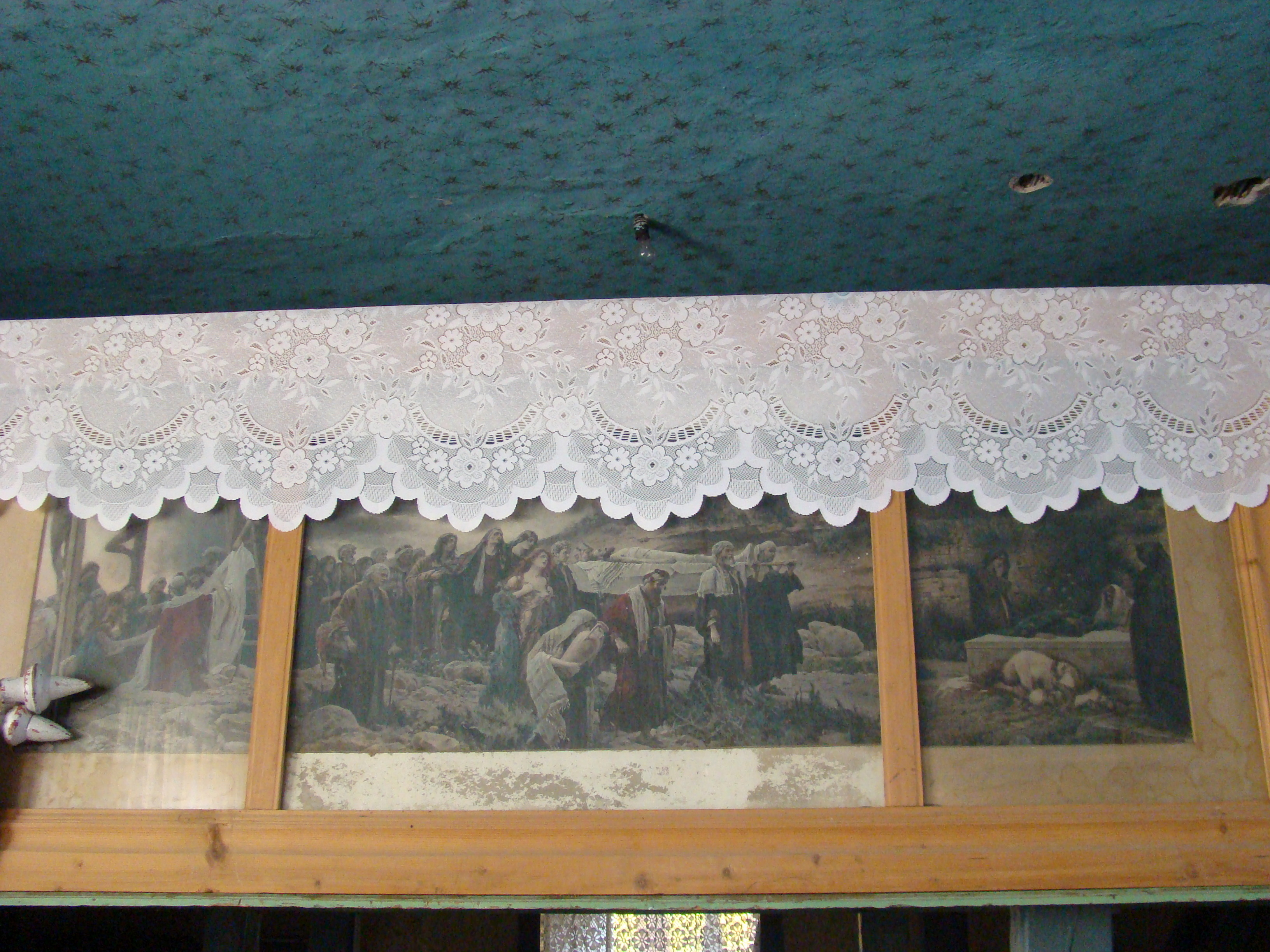
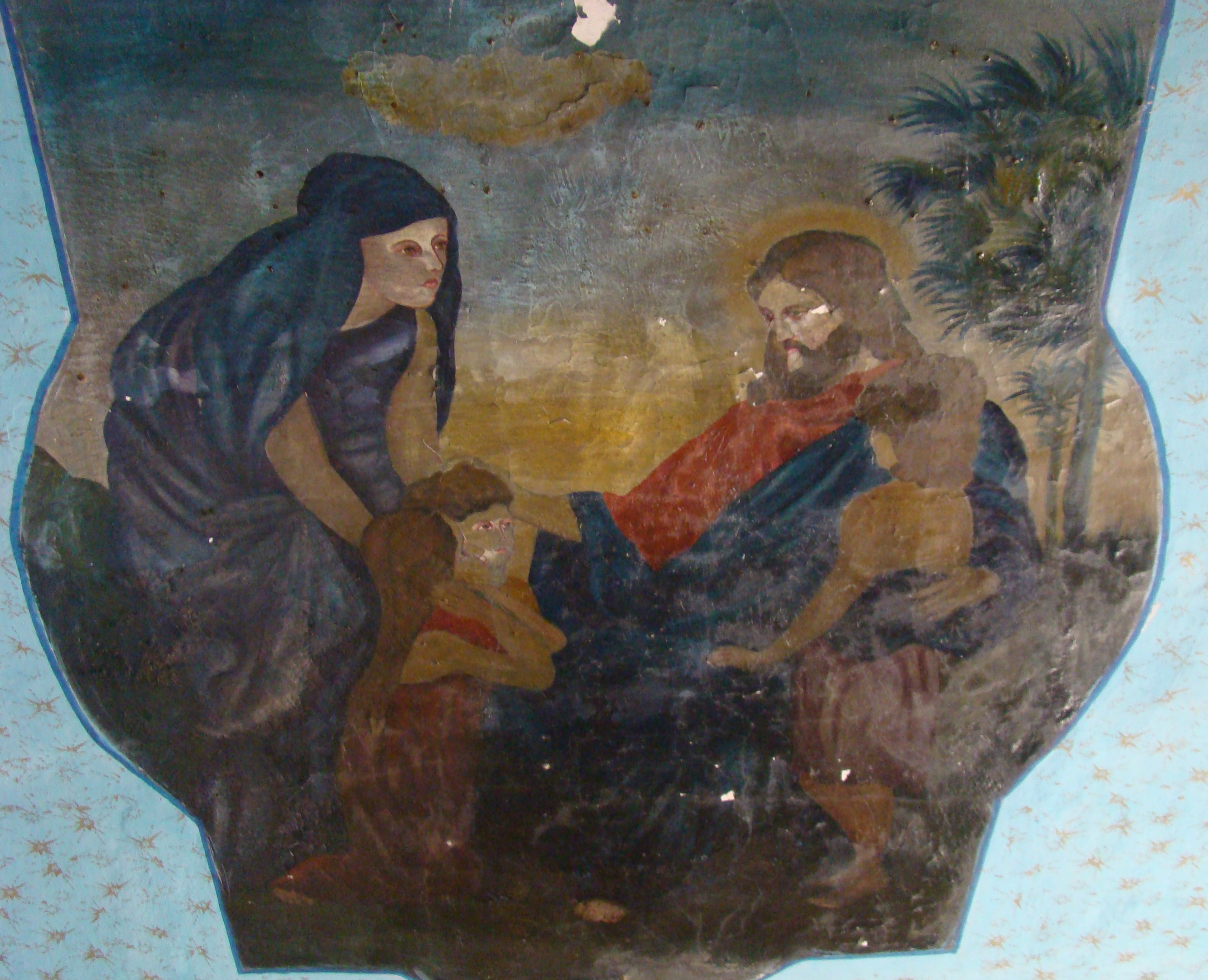
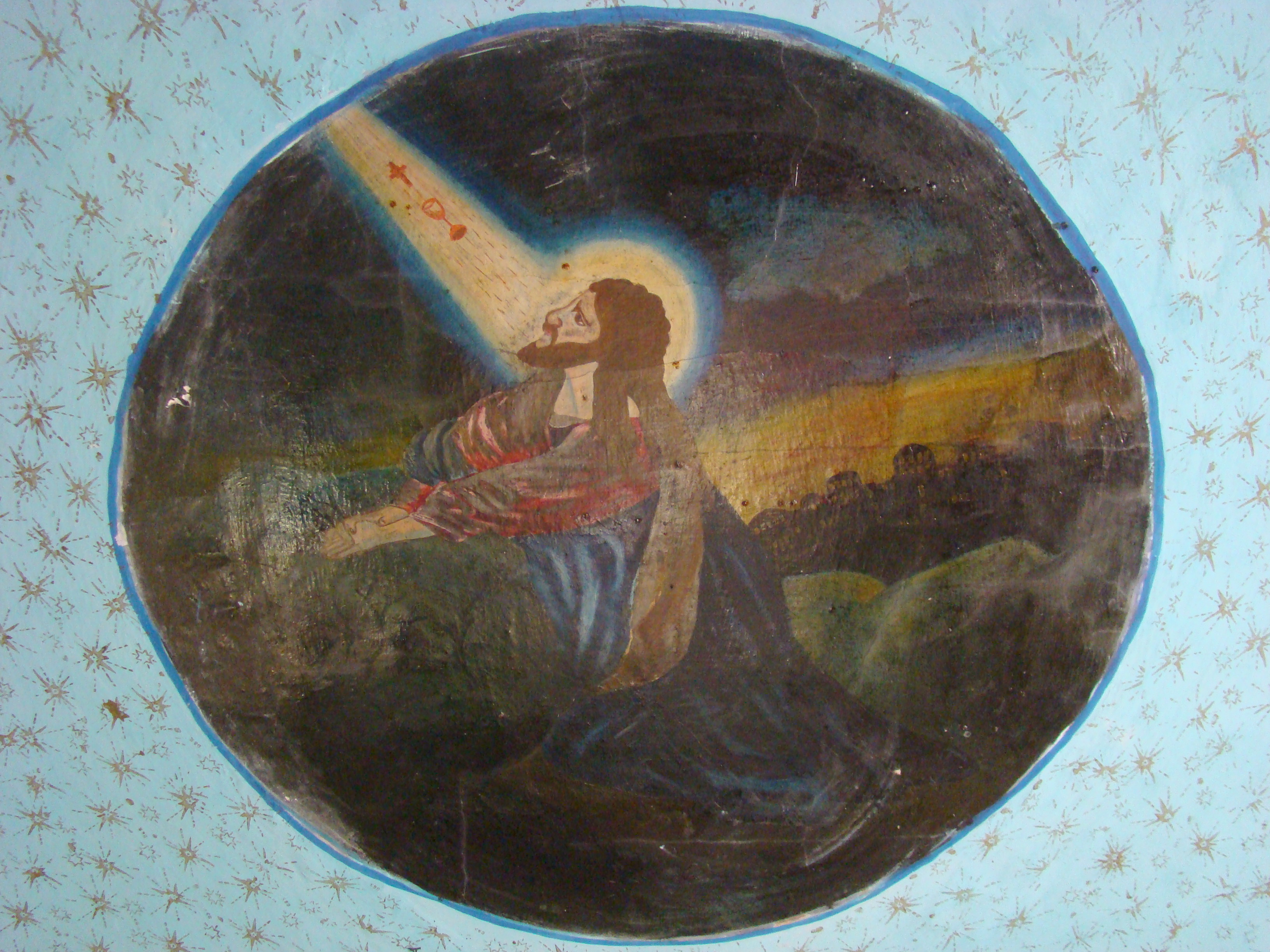
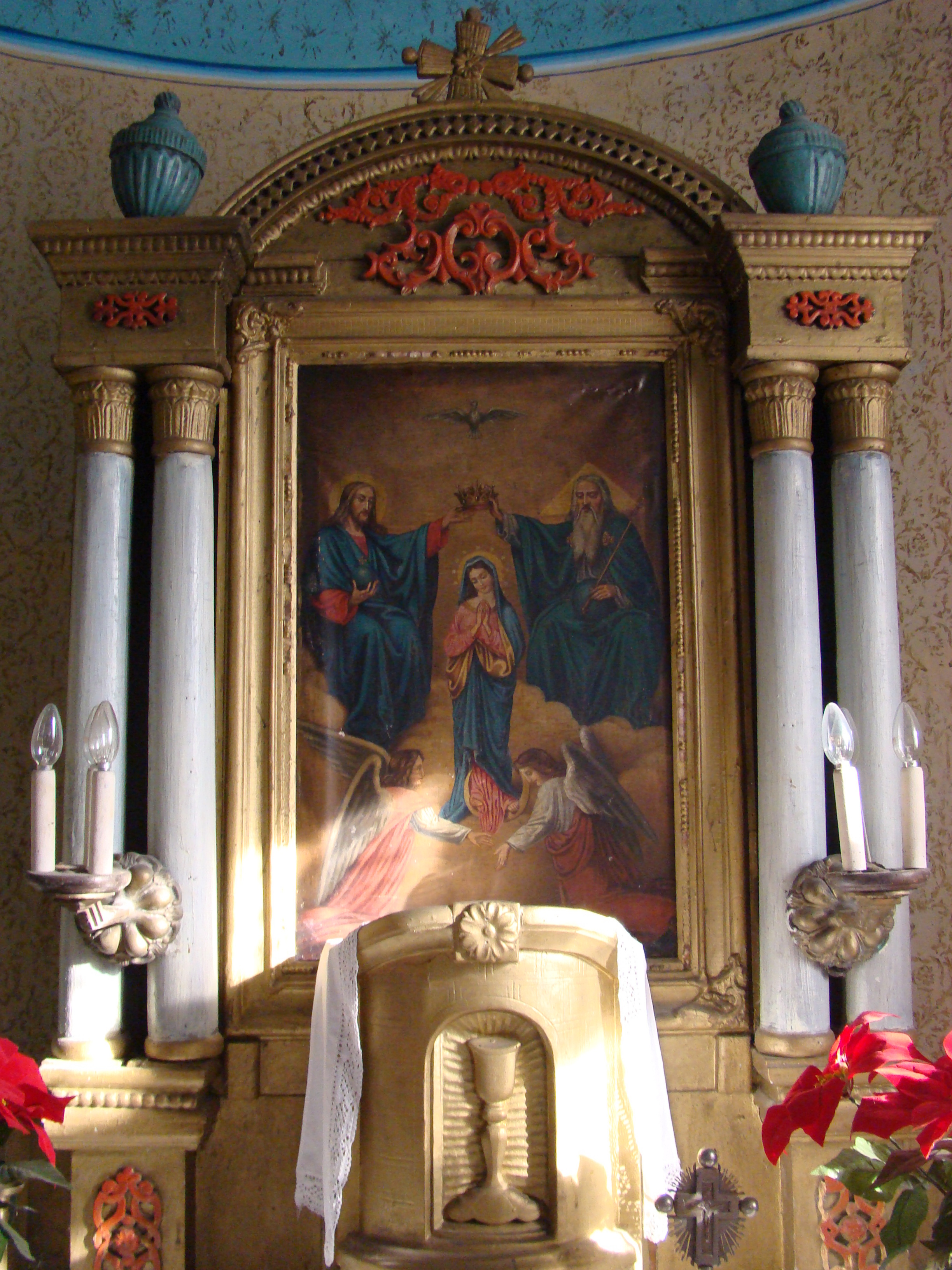
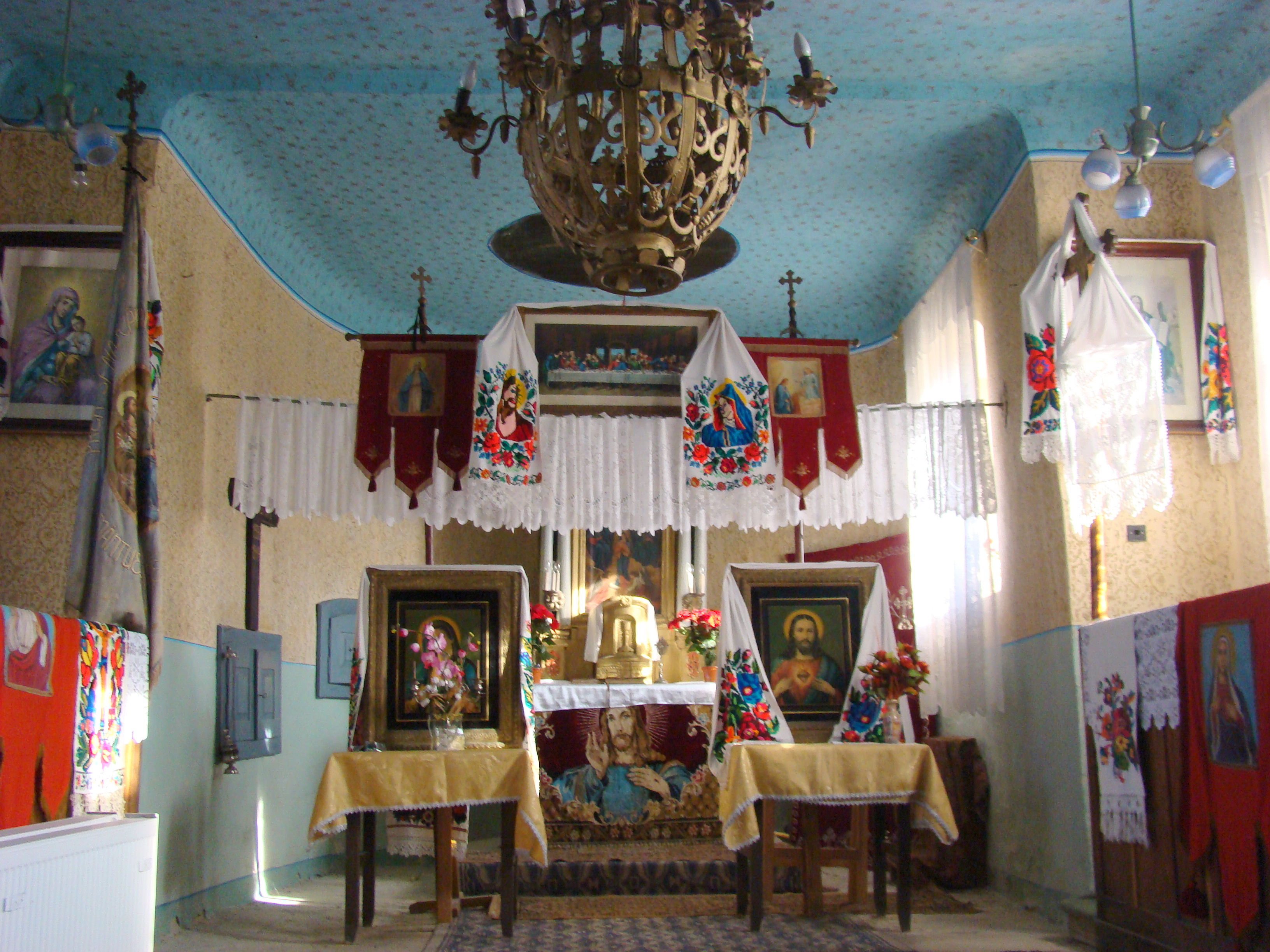
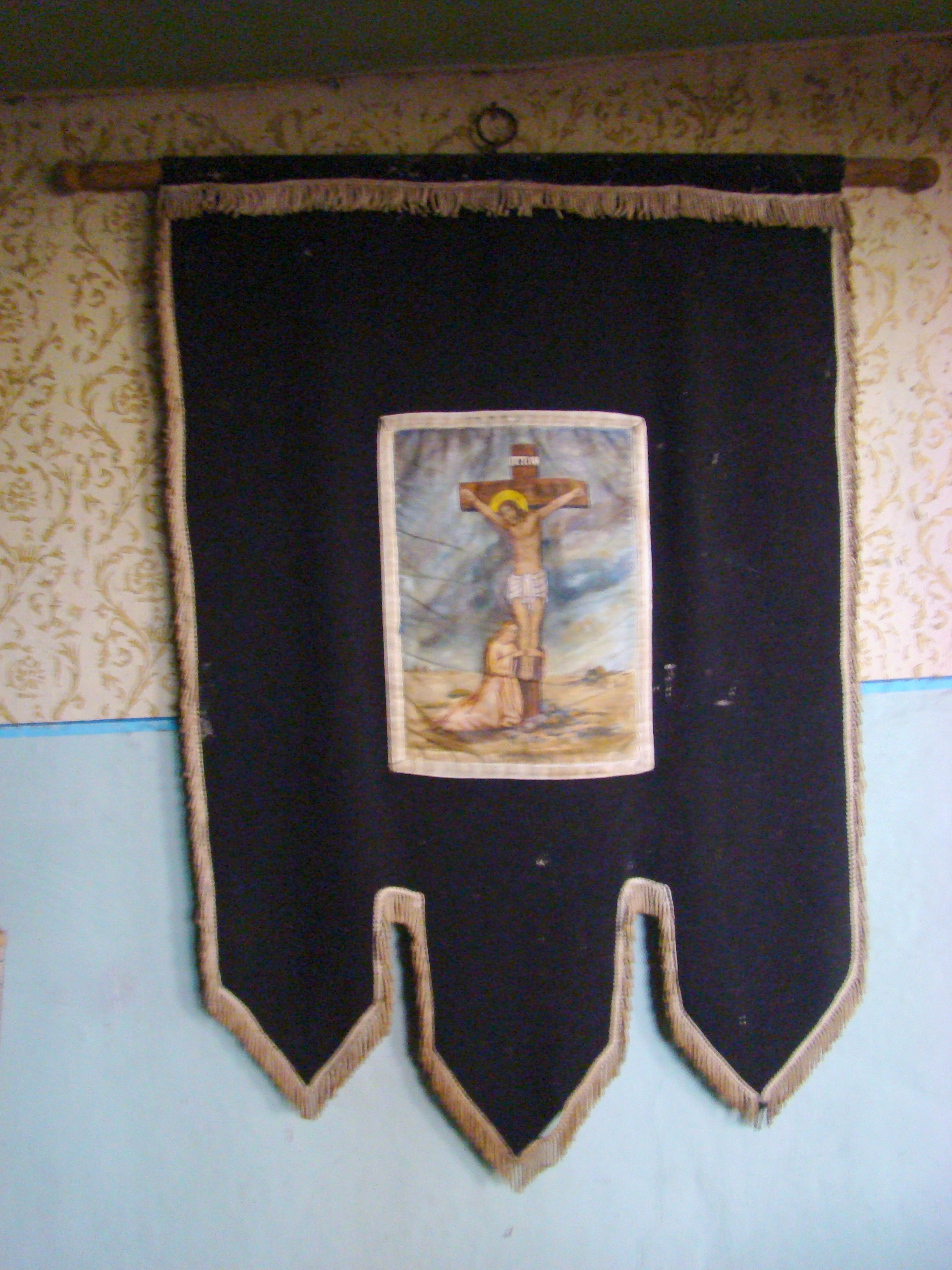
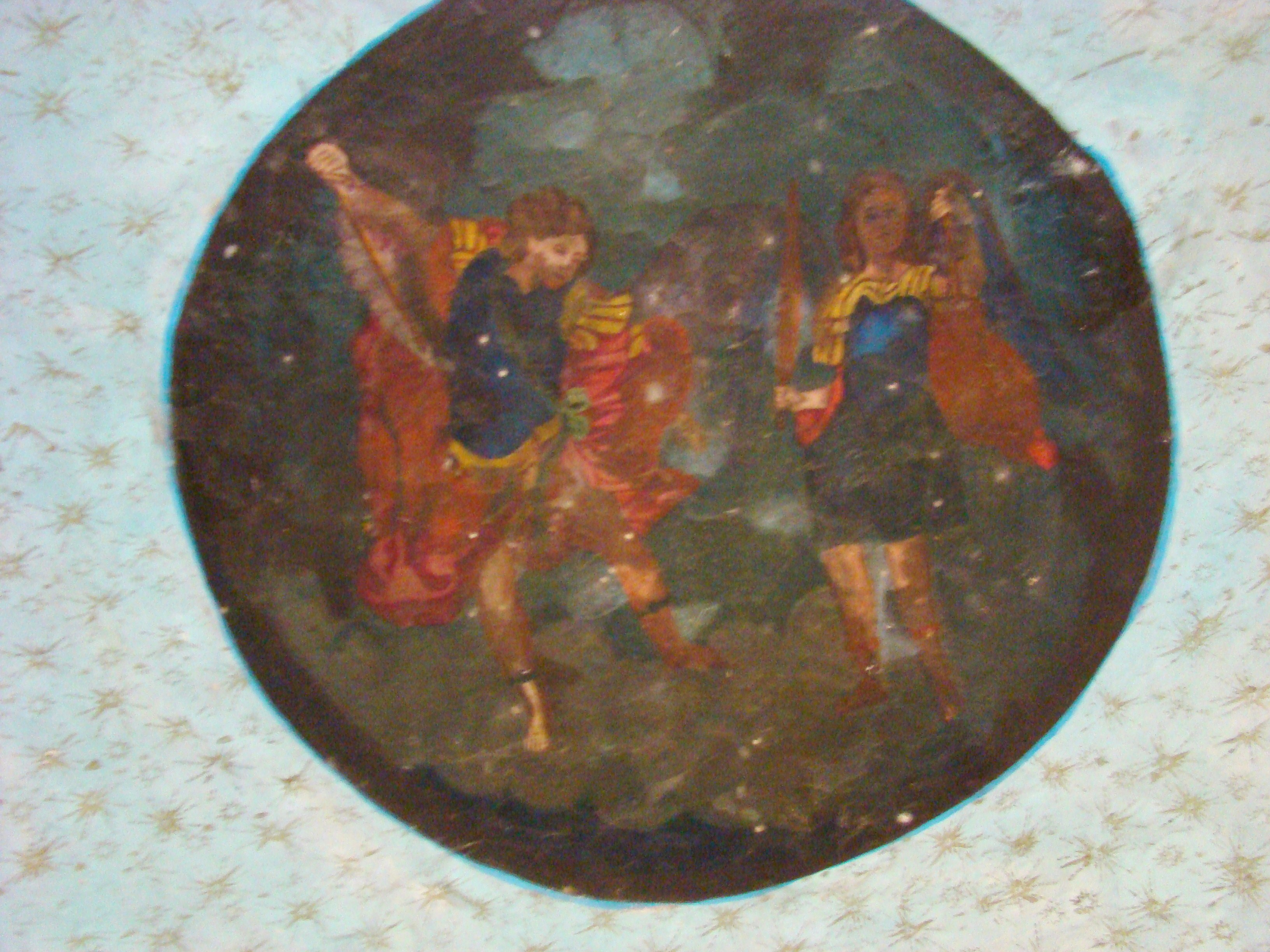
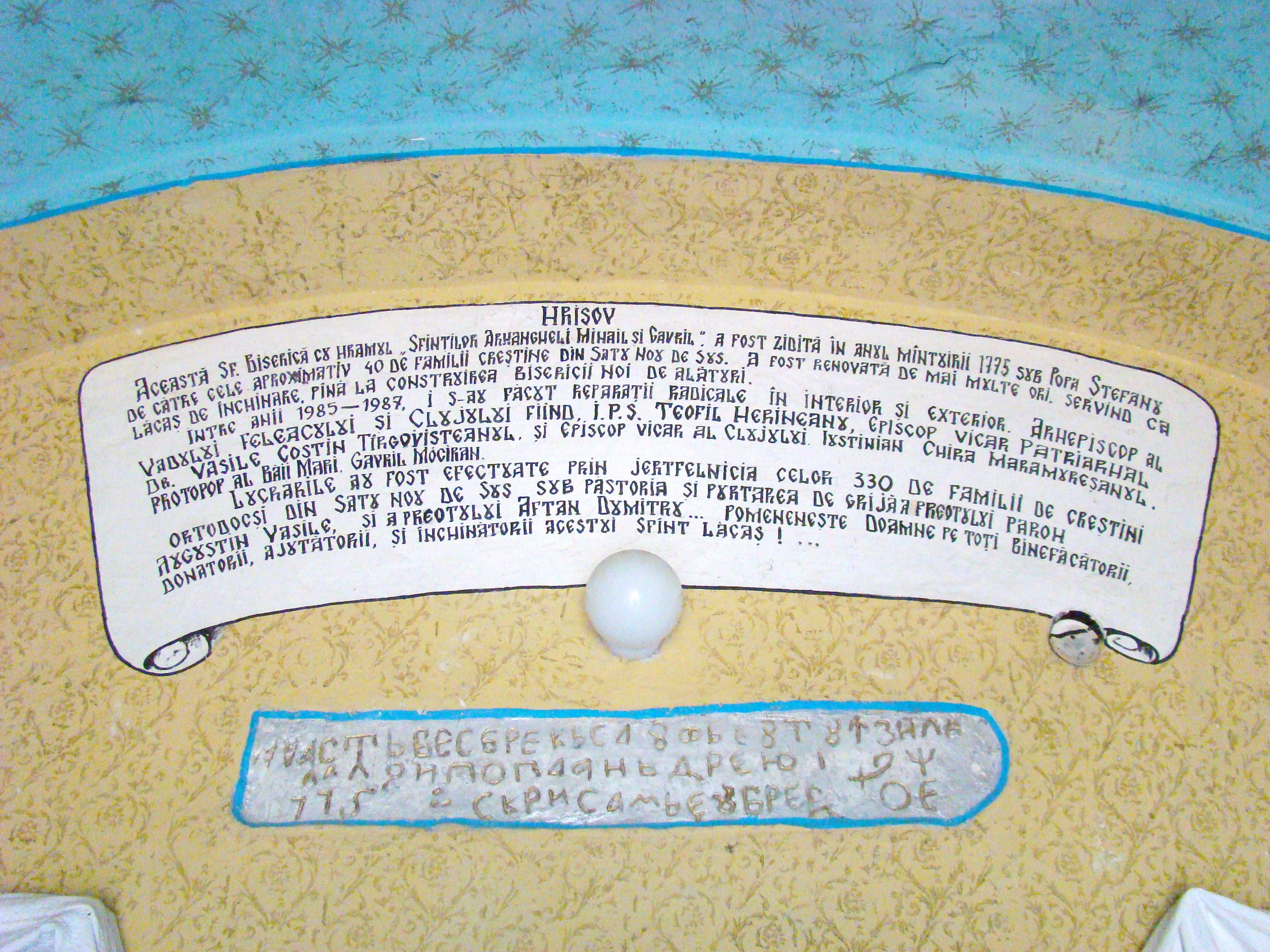
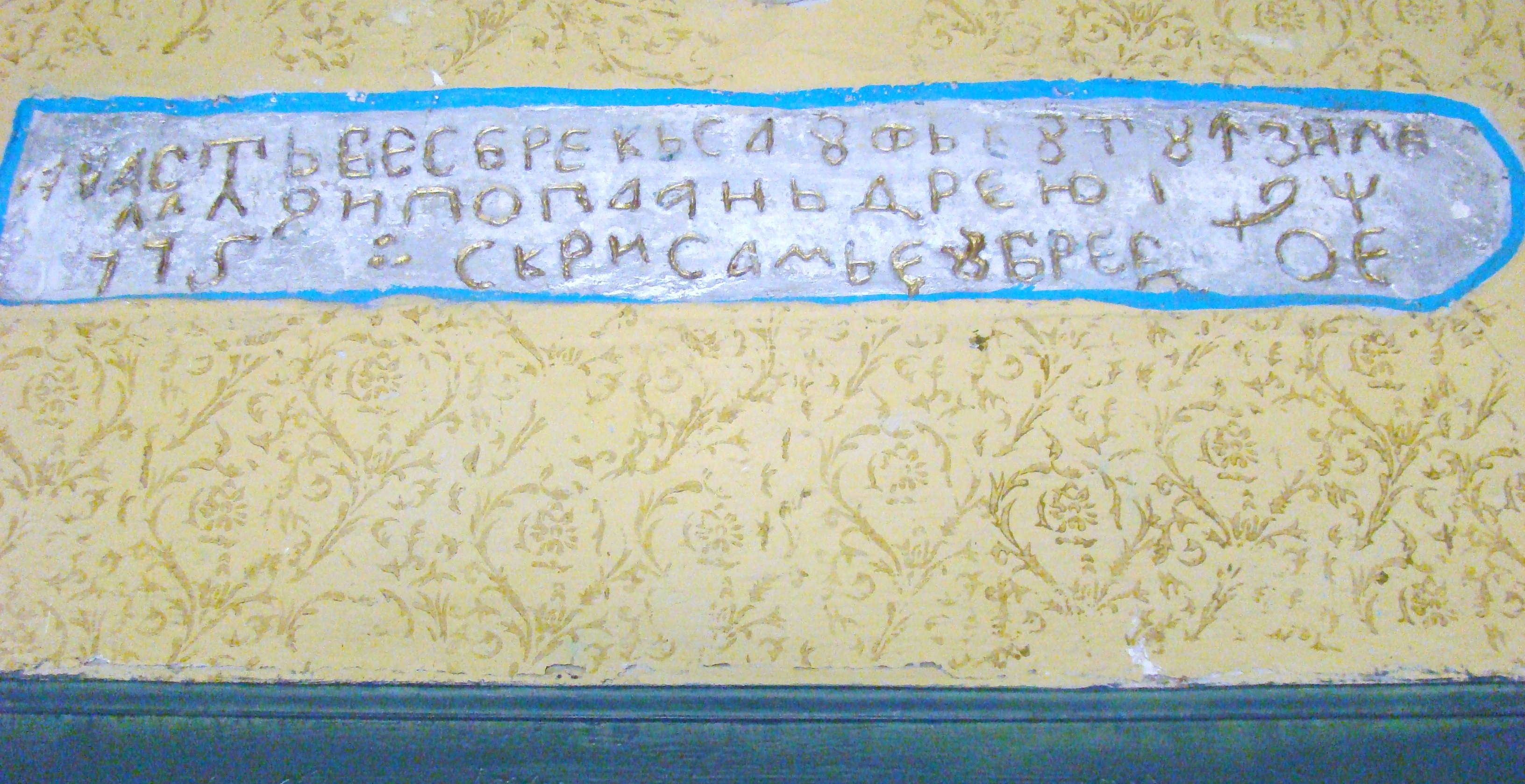
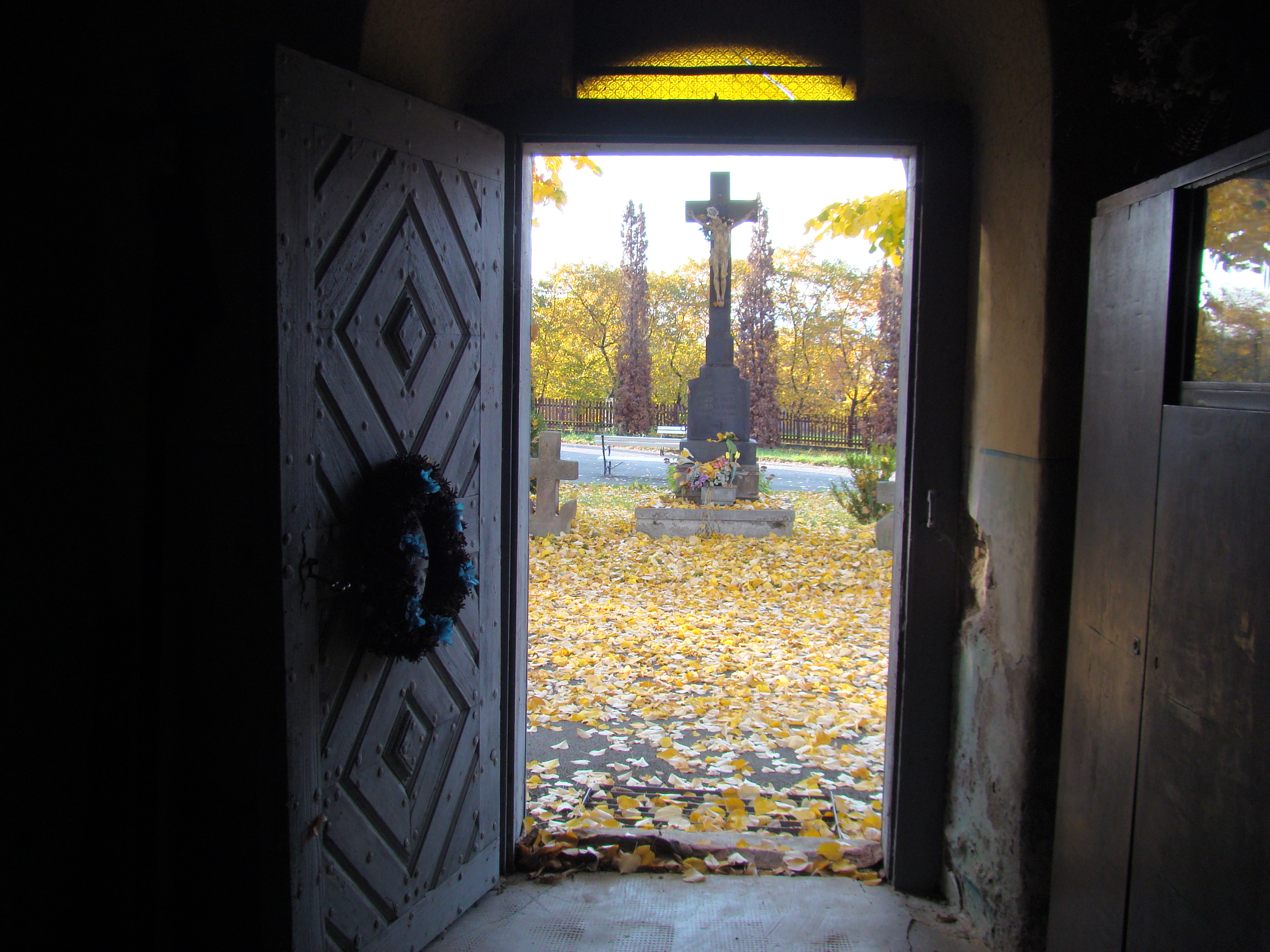